# Basilika (arkitektur)

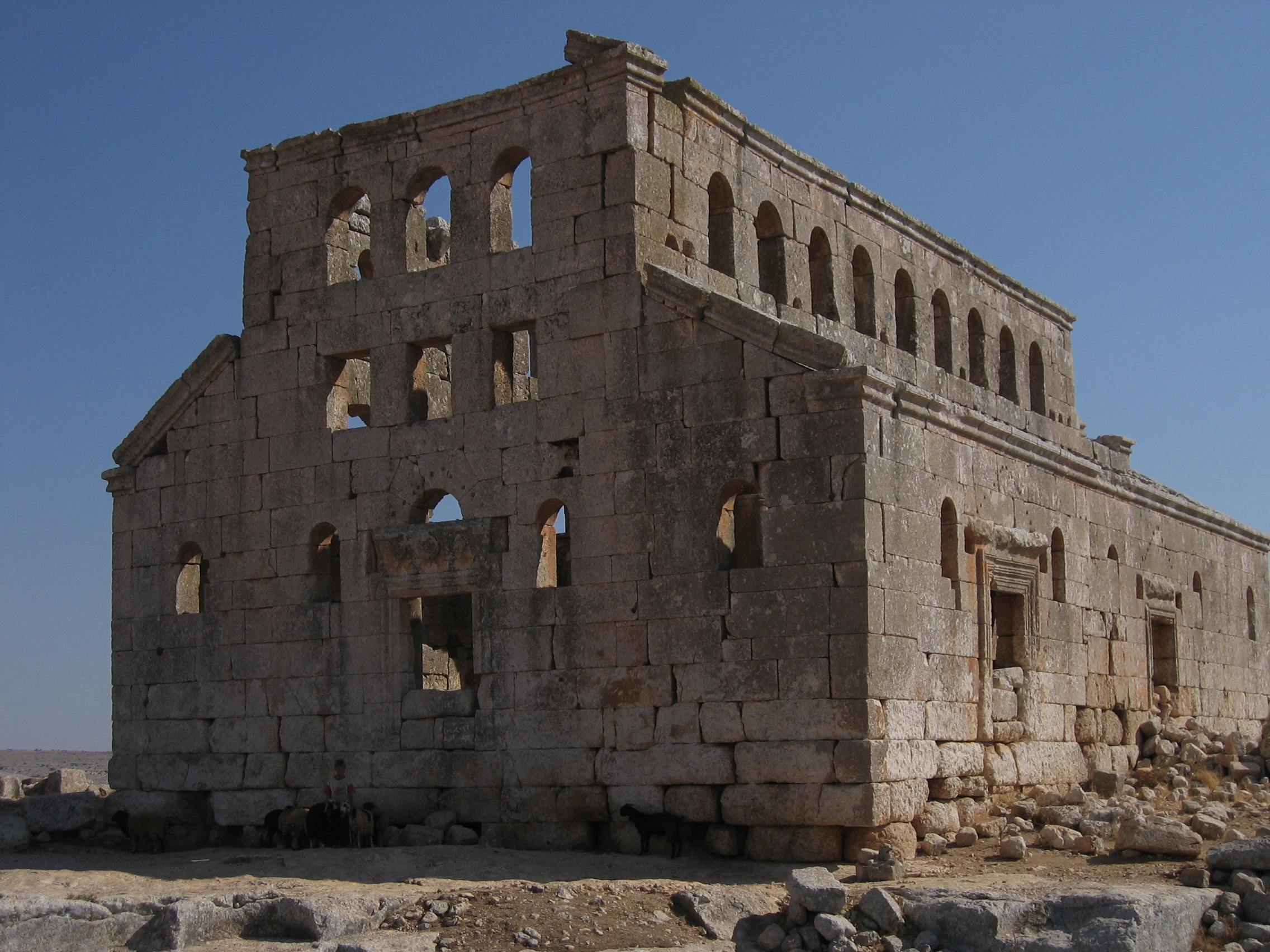
Ruiner efter en bysantinsk basilikal kyrka från 400-talet i nordvästligaste Syrien, nära den turkiska gränsen och den gamla staden Antiokia vid Medelhavet.

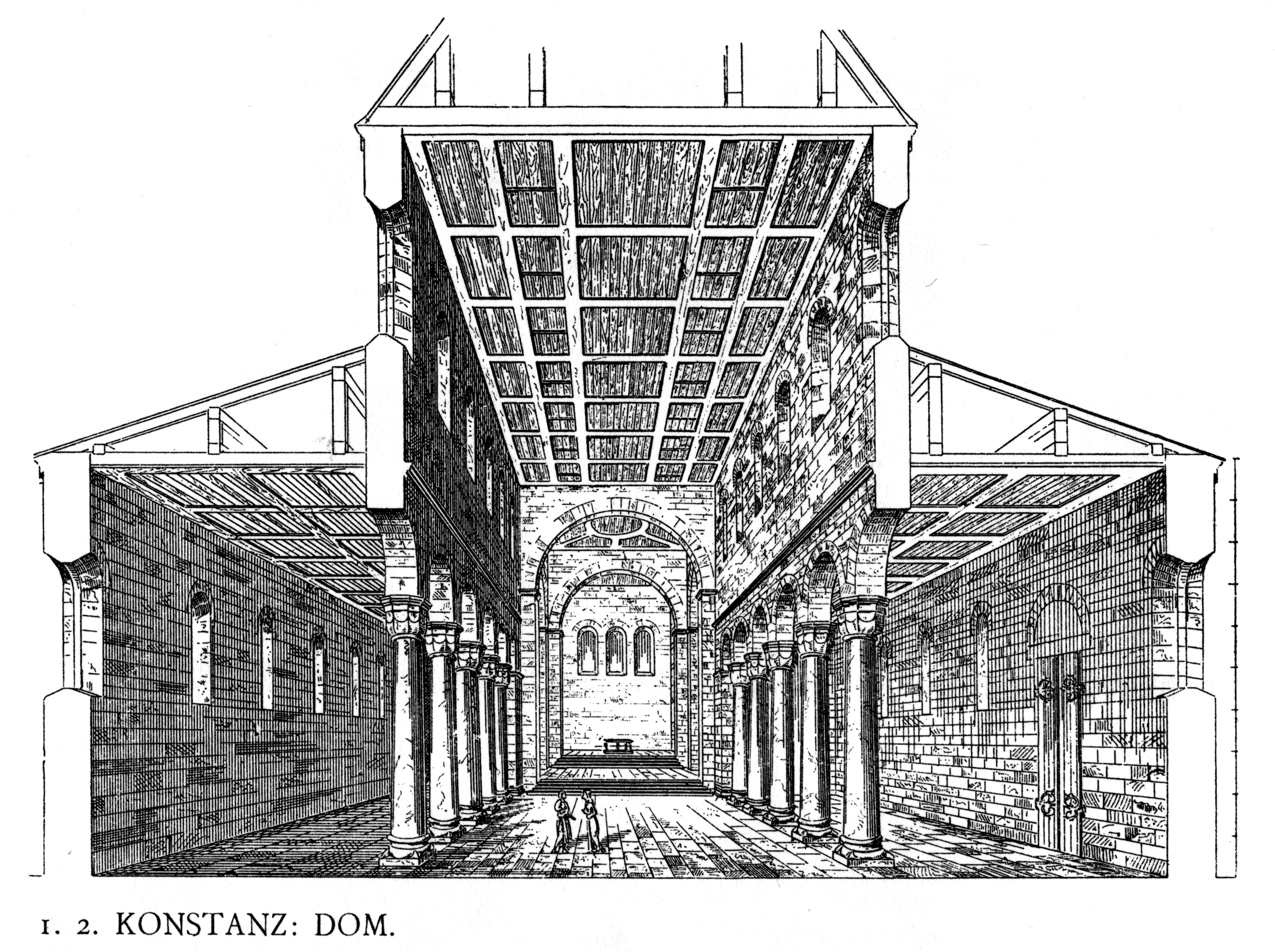
Sektionsritning över en romansk basilika.

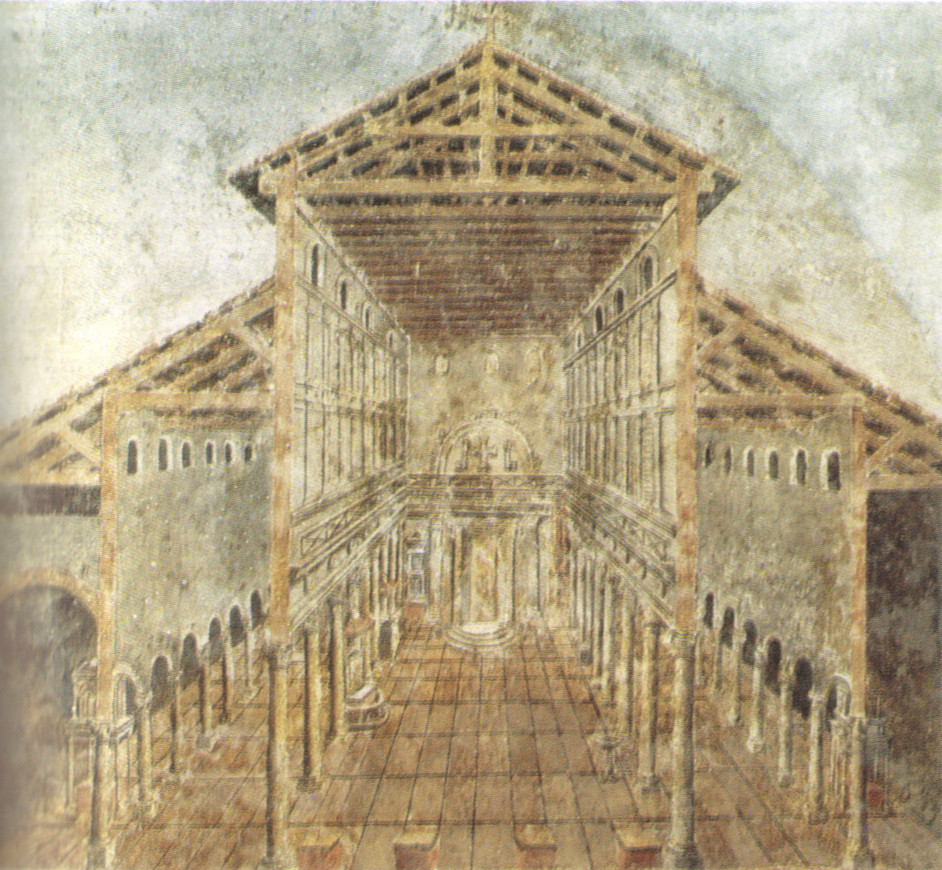
Fresk som visar den gamla Peterskyrkan i Rom med dess fem skepp.

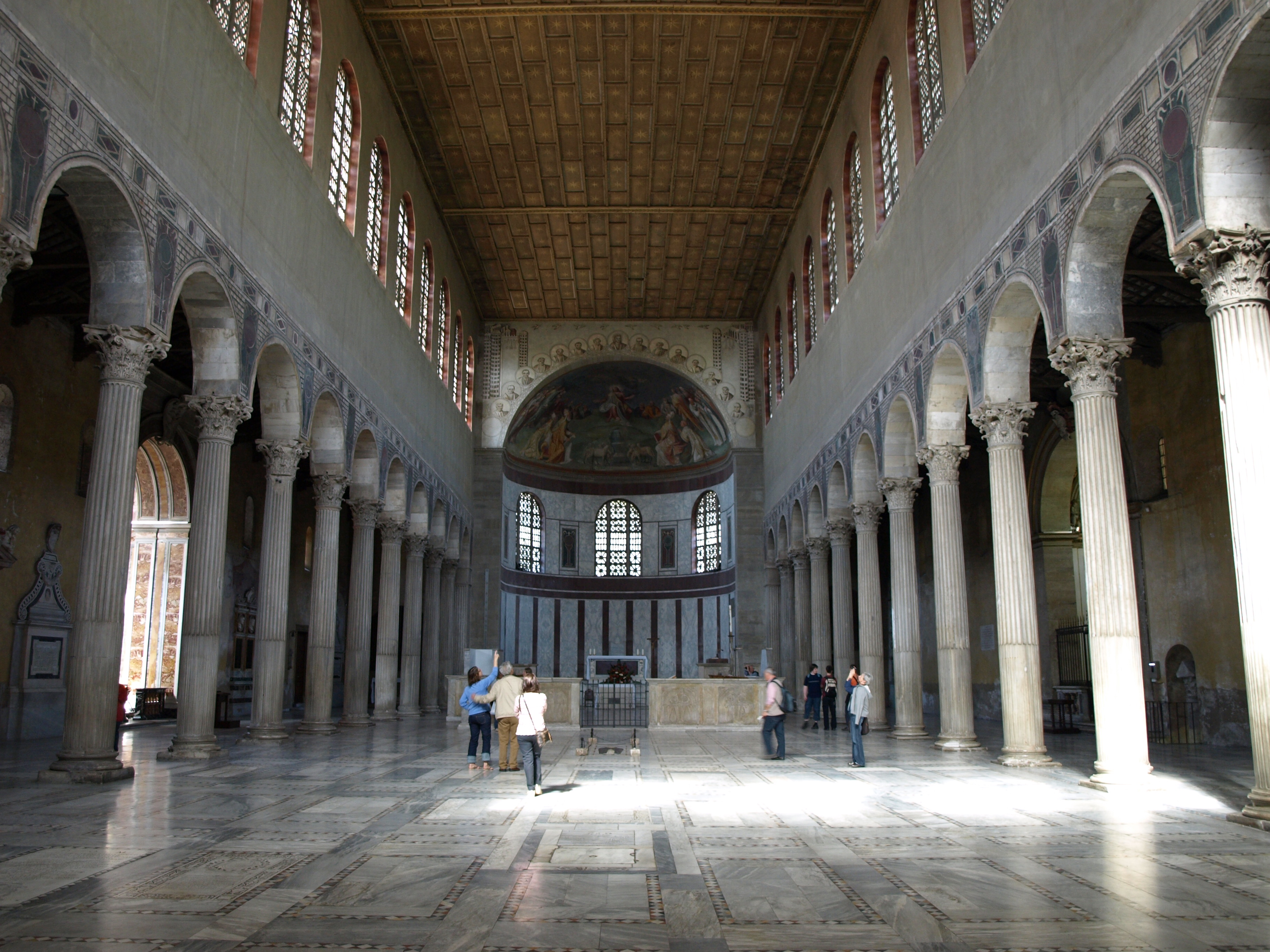
Basilikan Santa Sabina i Rom 2008. Mittskeppet är högre än de bägge sidoskeppen och ljus släpps in från fönster ovanför mittskeppet.

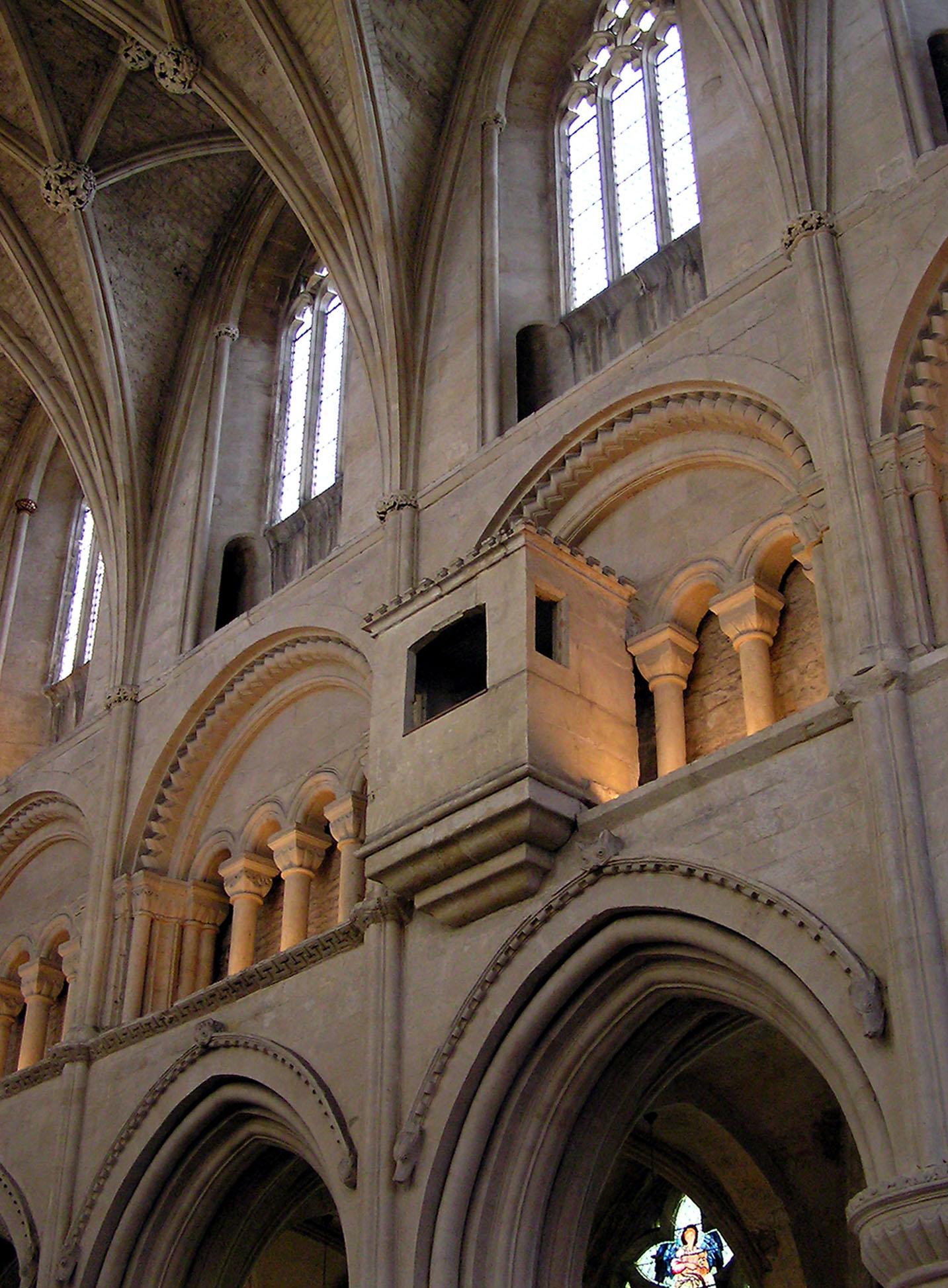
Överst på högväggen i klosterkyrkan i Malmesbury i England ses här ett klerestorium, fönsterraden som släpper in ljus i mittskeppet. Nedanför klerestoriet finns ett rundbågat triforium (ett pelargalleri).

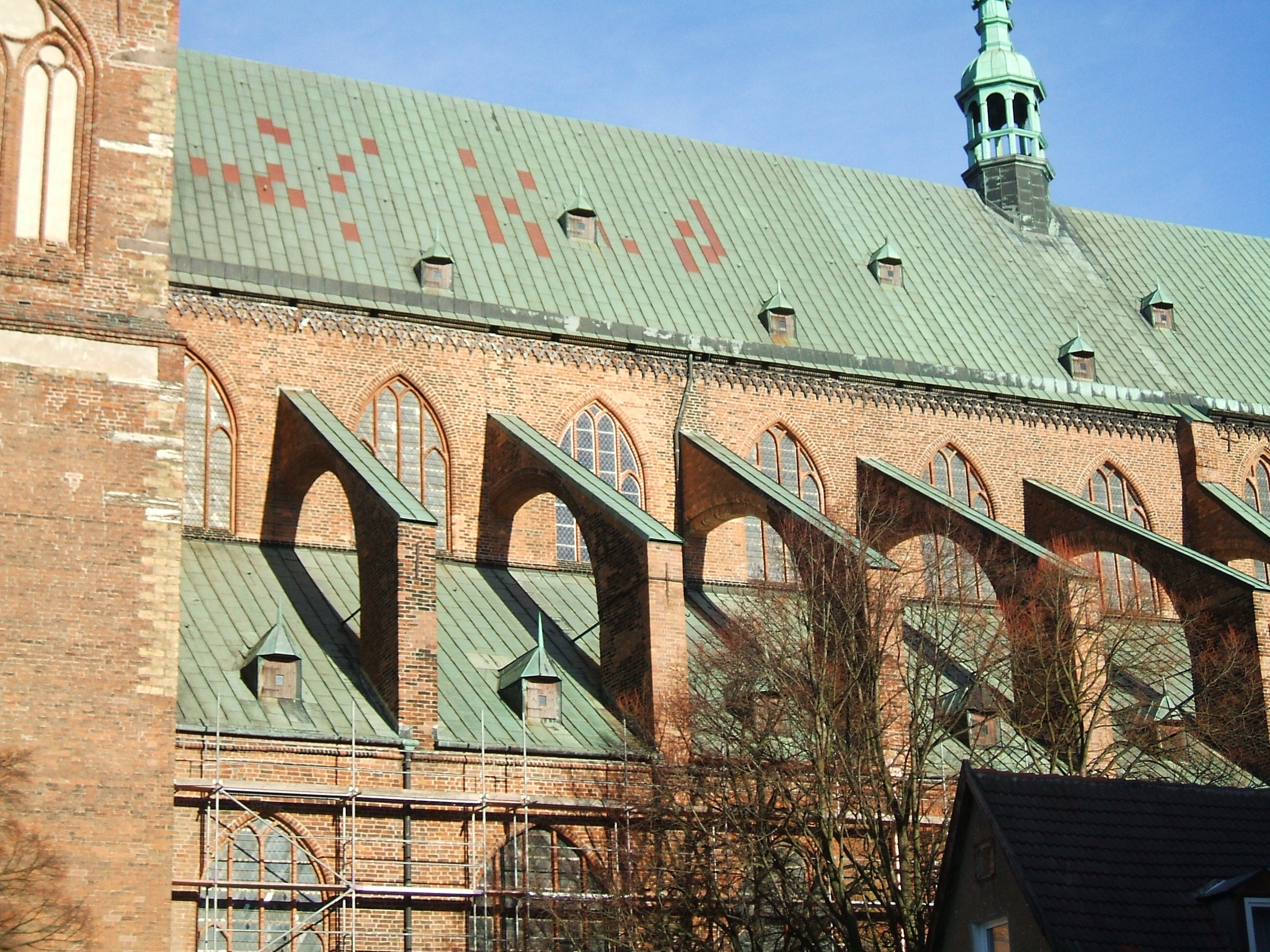
En basilika med klerestorium syns här utifrån på Sankt Nikolai kyrka i Stralsund i Nordtyskland.

Basilika är i arkitektonisk mening en typ av byggnad som är av halltyp (en salsbyggnad), i form av en stor, ofta monumental samt långsträckt pelarhall delad av kolonnader i flera skepp. Denna byggnadstyp har inom arkitekturvetenskapen fått en tydlig definition (se nedan).
I arkitekturhistorien har basilikan sitt ursprung som byggnadstyp hos monumentala byggnader under antiken. Den var en vanlig byggnadstyp i många av Romerska rikets städer och namnet på byggnadstypen kan spåras tillbaka till Antikens Grekland. I och med Romerska rikets kristnande blev basilikan en vanlig fornkristen kyrkobyggnadstyp och därefter en förebild för många medeltida kristna kyrkobyggnader. Om de var byggda på samma sätt kom dessa därför senare också att definieras som basilika inom arkitekturvetenskapen.
Byggnadstypen blev även mönster för att de flesta kyrkor har blivit långsträckta byggnader, det vill säga att de fick ett långhus med ett kor i öster. Detta blev mönster först för de romanska kyrkorna, men kom sedan att bilda mönster även för kyrkor byggda i senare byggnadsstilar.
Förutom den kristna basilikan, sådan den framför allt representeras av Roms äldsta kyrkor, fanns  privatbasilikan som var en större samlingssal vilken ibland förekom i större privathus och palats under antiken. Vidare  utgjorde torgbasilikan en byggnadstyp, som under romersk tid fick en vidsträckt utbredning. Den tjänade huvudsakligen som saluhall och som plats för offentlig rättskipning.

## Definition och bakgrund
Inom arkitekturhistorisk terminologi används begreppet basilika bara för långsträckta byggnader med ett högt mittskepp i mitten och med betydligt lägre sidoskepp vid sidorna av mittskeppet, vilket motsvarar den fornkristna basilikan. Mittskeppets höjd bestäms härvid av att väggmurarna över sidoskeppen måste byggas så högt över sidoskeppens tak, att man kan sätta in fönster (eller snarare en fönsterrad) där för att kunna få in dagsljus i mittskeppet. Mittskeppet blir därvid upplyst uppifrån. Denna fönsterrad i väggmurarna ovanför sidoskeppen i en basilika kallas klerestorium. När ett sådant saknas i en flerskeppig kyrka med höga sidoskepp klassificeras den vanligen som en hallkyrka.
Orsaken till att byggnadstypen utvecklades var att den behövliga golvytan ursprungligen var större än att man kunde övertäcka den med en enkel trätakstol i ett spann. Rummet uppdelades därför med två eller fyra kolonnrader med tre eller fem skepp. På dessa kolonnrader vilade de murar som slutligen bar upp takkonstruktionen.
Ursprungligen var sidoskeppen i den antika basilikan hälften eller tredjedelen så breda som mittskeppet (senare i medeltida kyrkor kunde sidoskeppen ibland vara bredare, men inte alltid). Mittskeppets bredd bestämdes i sin tur ursprungligen av hur bred spännvidd man i varje enskilt fall vågade bygga takstolarna av trä.

### Jämförelse med andra kyrkobyggnadstyper

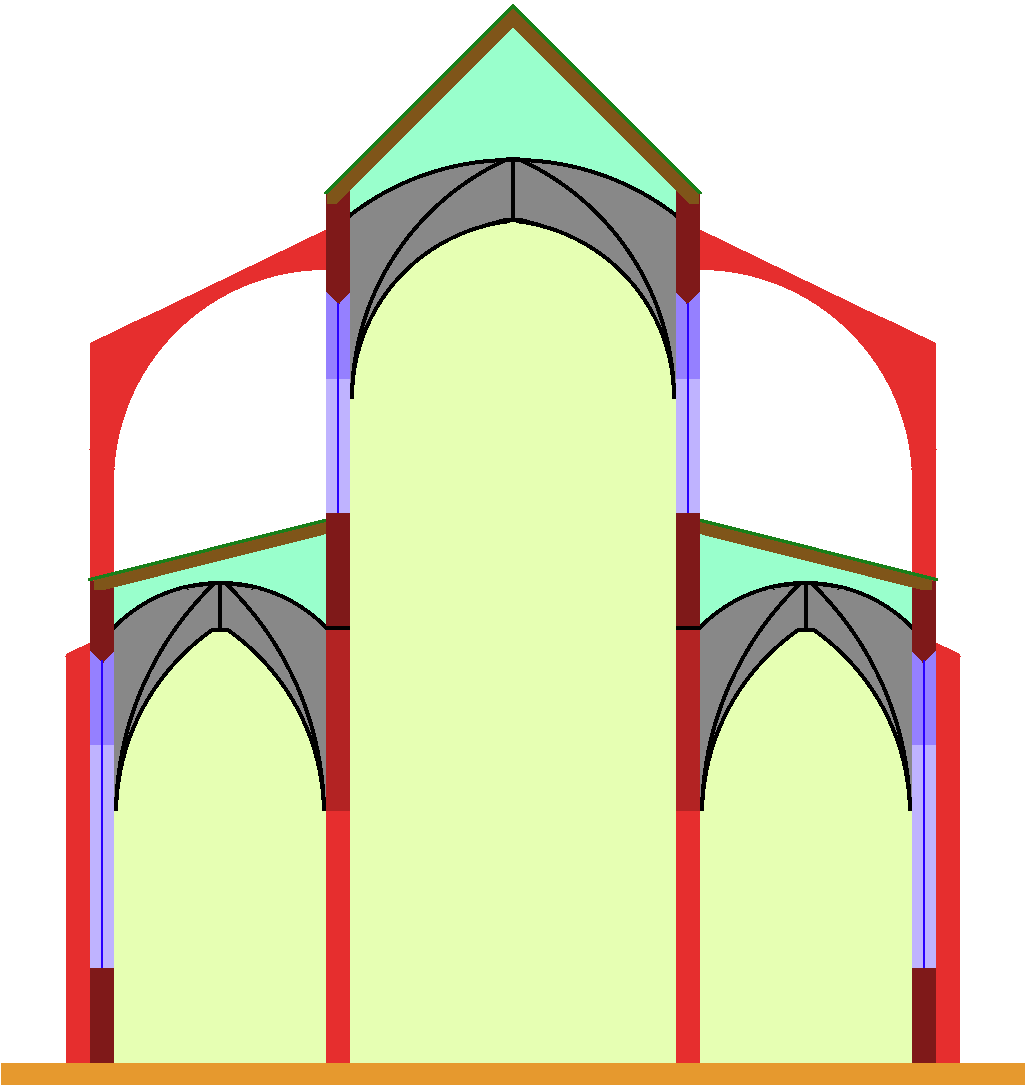
En basilika har en fönsterrad (klerestorium) i väggmurarna ovanför sidoskeppen. Mittskeppet är därför ungefär dubbelt så högt som sidoskeppen.
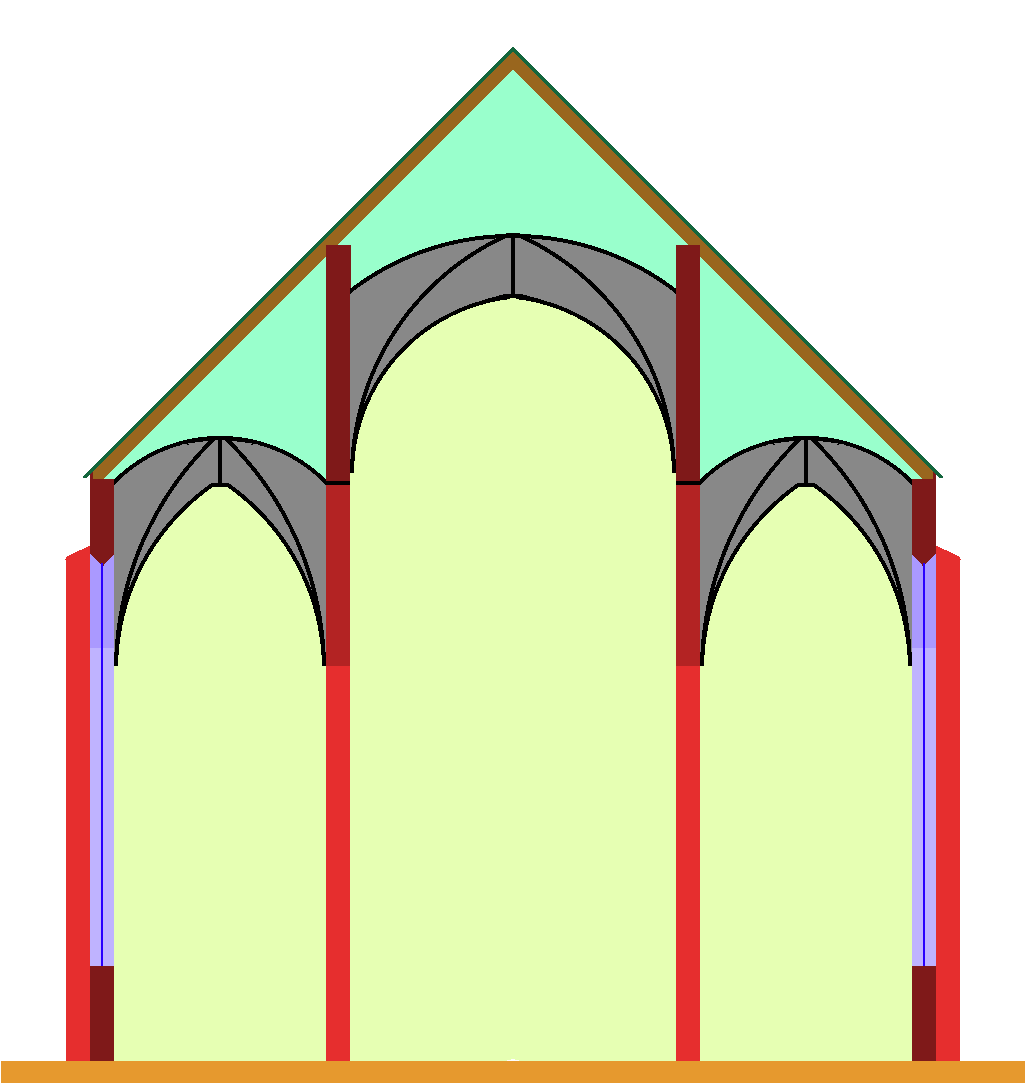
Pseudobasilika, ett högre mittskepp med väggmurar ovanför sidoskeppen, men där inte fönster ingår. Det kan bero på att väggmuren inte är tillräckligt hög och döljs av valven bakom (vilket i sin tur kan bero på att valven har byggts senare och döljer en tidigare avsikt att bygga en basilika). Ibland är detta dolt utifrån av ett enkelt takfall (ett sadeltak).
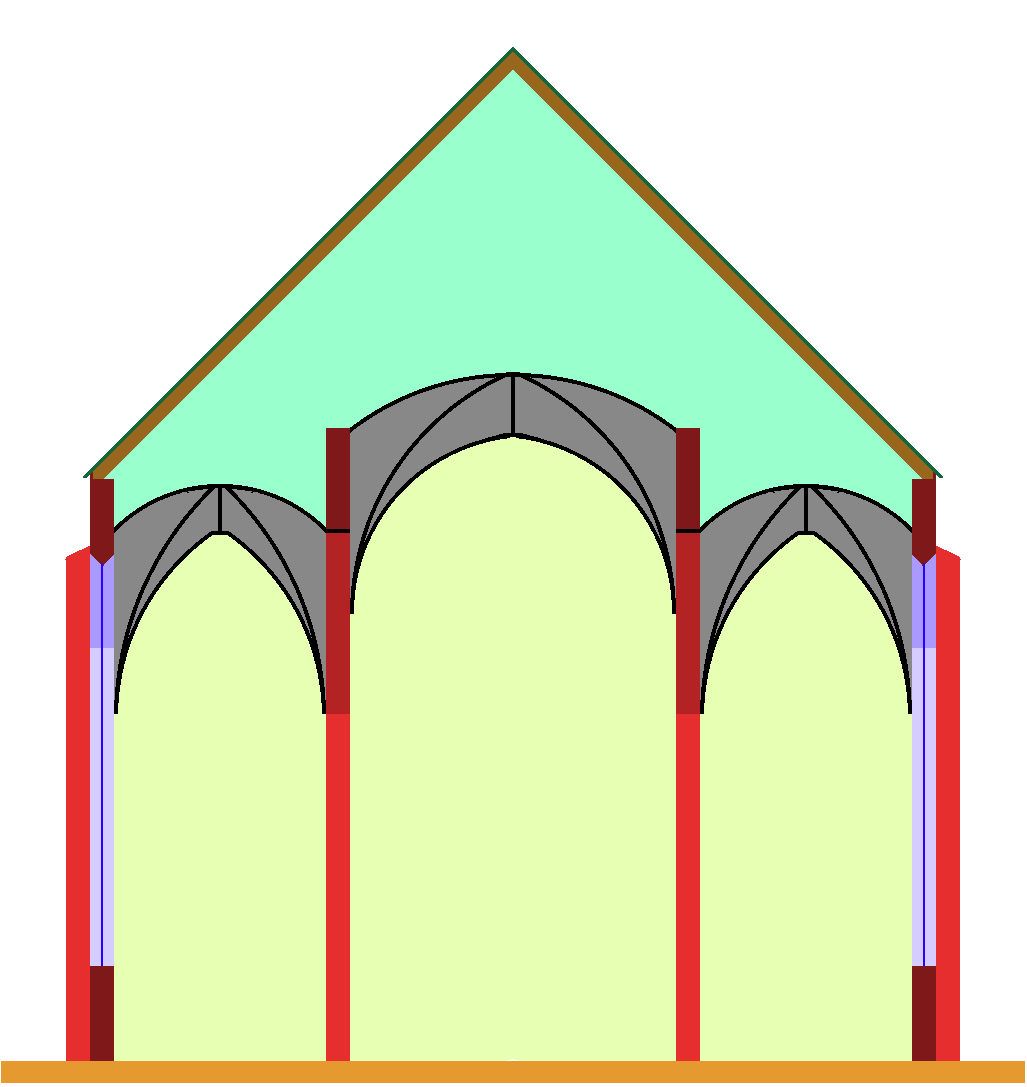
Trappformig hallkyrka, mittskeppsvalven är en bit högre än sidoskeppsvalven, men mittskeppet saknar uppbyggda väggmurar över sidoskeppen (utom dem som hör till mittskeppets valvkonstruktion).
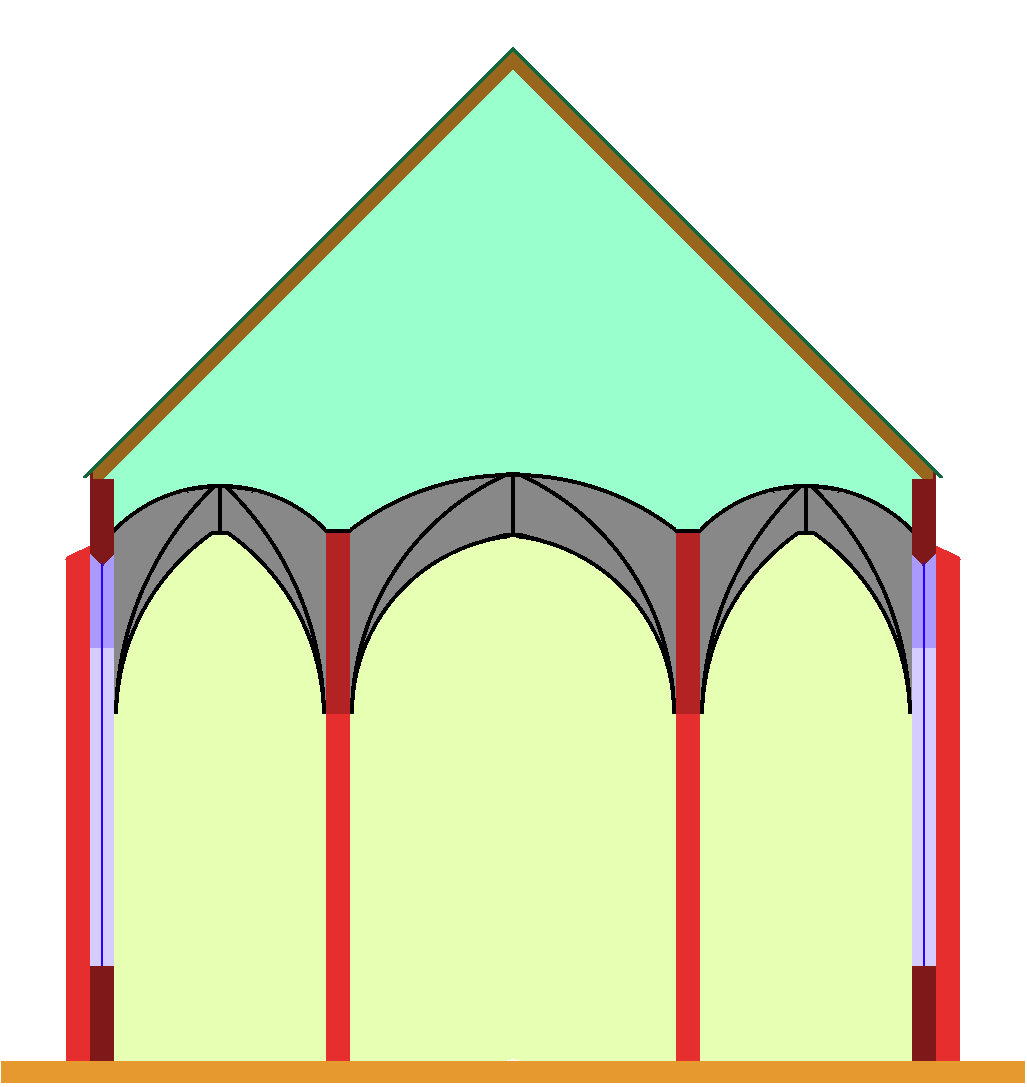
Hallkyrka (fullkomlig hallkyrka), alla skepp (två eller fler) är nästan precis lika höga (exempelvis Tyska kyrkan i Stockholm).
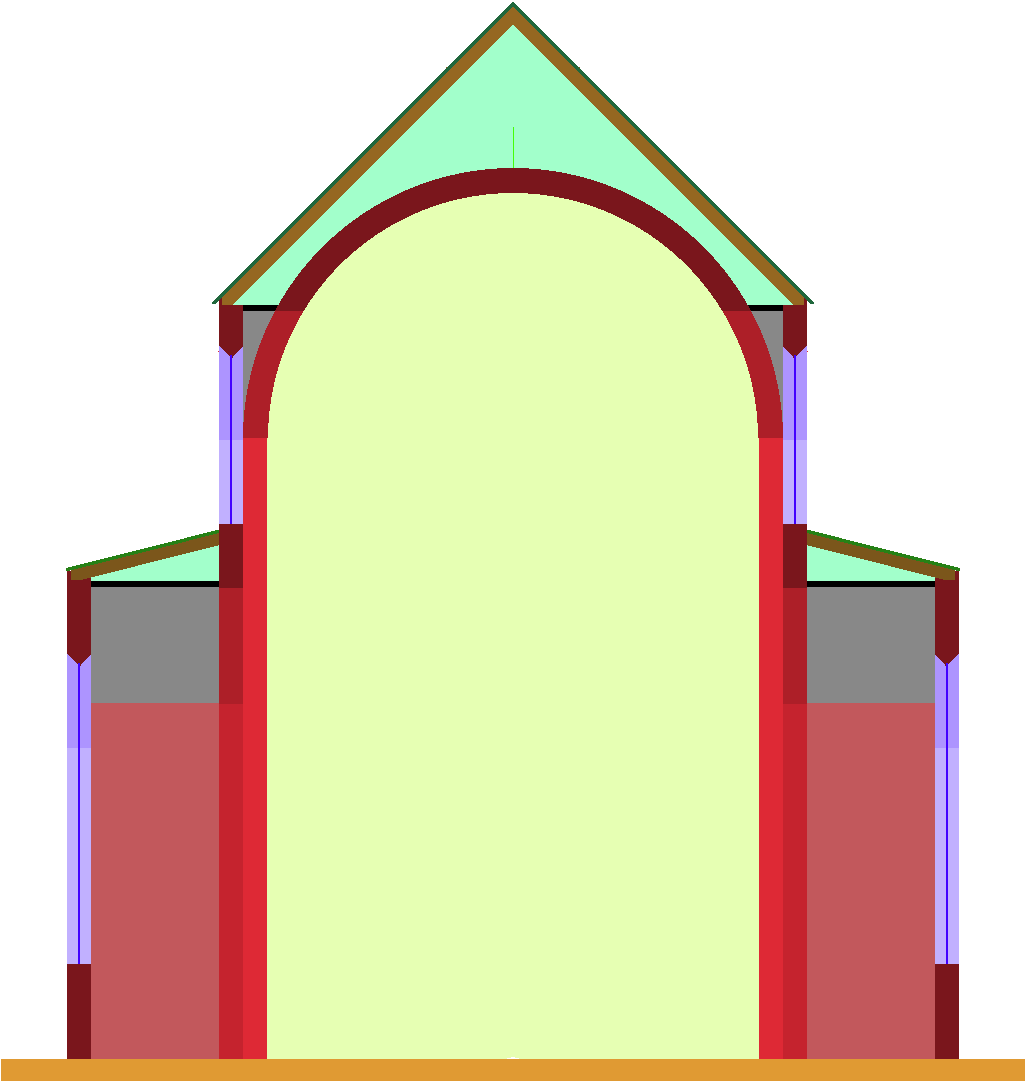
Salkyrka (enskeppig, utan sidoskepp) med tunnvalv och avskilda sidokapell (med murar) och med fönster över sidokapellen (ser utvändigt ut som en basilika).
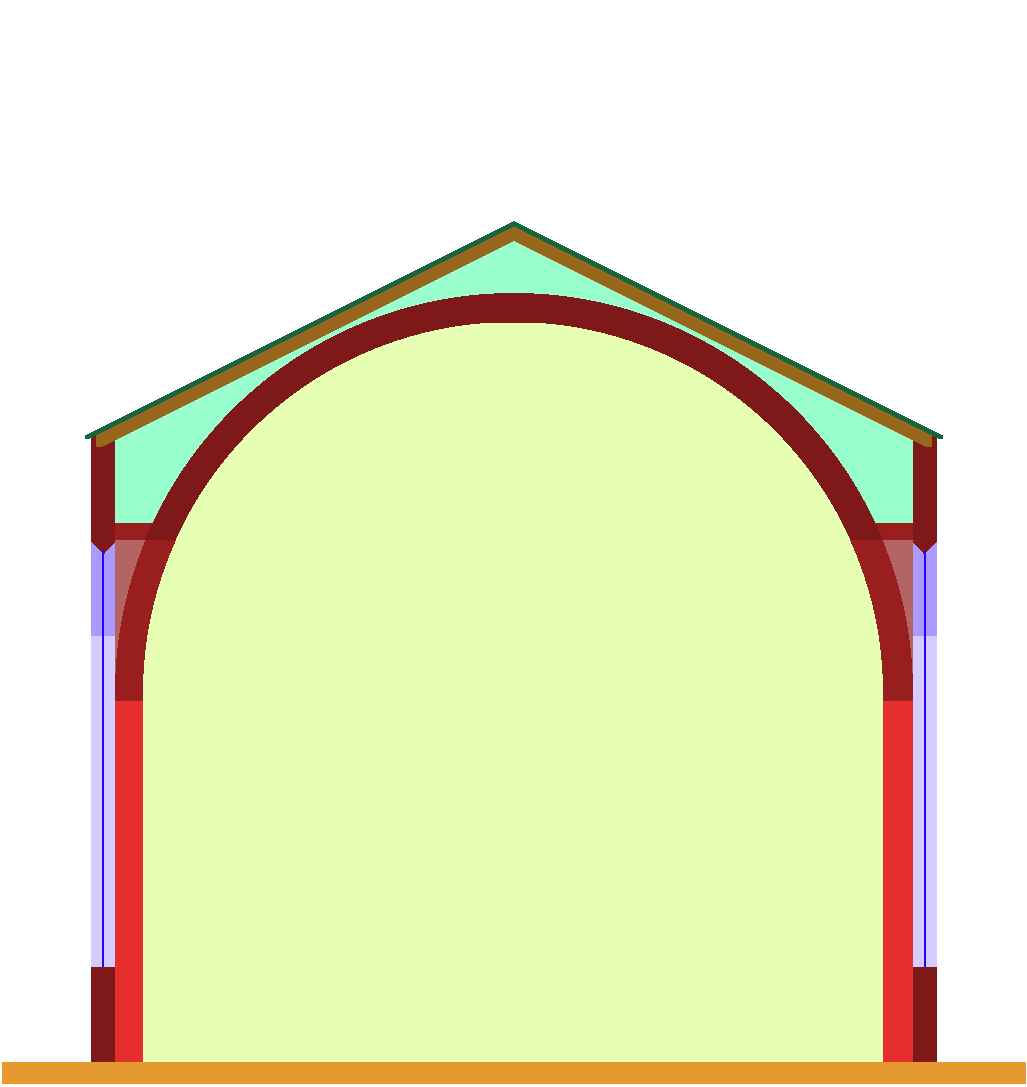
Salkyrka är en enskeppig kyrka, det vill säga en kyrka utan sidoskepp (bara ett skepp, ett mittskepp); här med tunnvalv och utan sidokapell.

## Titeln basilika
| Peterskyrkan i Vatikanstaten i Rom sedd från Castel Sant'Angelo. Den är inte katedral men är en av Romersk-katolska kyrkans viktigaste kyrkor såsom aposteln Petrus kyrka och en av världens fyra så kallat ”större basilikor” (alla fyra i Rom). I arkitektoniskt hänseende är den en centralkyrka utvidgad i väster med ett basilikalt långhus. |  | Basilika San Piero a Grado i utkanten av sydvästra Pisa, byggdes på 900-talet. Den har kallats basilika ända sedan den byggdes och var pilgrimskyrka eftersom aposteln Petrus enligt legenden landsteg här när han först kom till Italien. Den är även en arkitektonisk basilika. |
| Peterskyrkan i Vatikanstaten i Rom sedd från Castel Sant'Angelo. Den är inte katedral men är en av Romersk-katolska kyrkans viktigaste kyrkor såsom aposteln Petrus kyrka och en av världens fyra så kallat ”större basilikor” (alla fyra i Rom). I arkitektoniskt hänseende är den en centralkyrka utvidgad i väster med ett basilikalt långhus. |  | Basilika San Piero a Grado i utkanten av sydvästra Pisa, byggdes på 900-talet. Den har kallats basilika ända sedan den byggdes och var pilgrimskyrka eftersom aposteln Petrus enligt legenden landsteg här när han först kom till Italien. Den är även en arkitektonisk basilika. |

Inom Romersk-katolska kyrkan är basilika dessutom en hedersbenämning eller titel för viktiga kyrkor oavsett byggnadstyp, se basilika (kyrkorätt). Ofta gäller detta viktiga pilgrimskyrkor. Denna hedersbenämning bör inte förväxlas med den arkitektoniska betydelsen av basilika.
Bakgrunden till denna benämning är att när statskyrkan etablerades i Romerska riket kallades de nybyggda gudstjänstlokalerna till en början basilika istället för att senare få namnet kyrka eller ecclesia på latin (franska église). Den gamla benämningen "basilika" kom senare dock officiellt att kvarstå såsom hederstitel på de sju äldsta och viktigaste kyrkorna i Rom: Peterskyrkan, San Giovanni in Laterano, Santa Maria Maggiore, San Paolo fuori le mura, Santa Croce in Gerusalemme, San Lorenzo fuori le Mura och San Sebastiano fuori le Mura.
Senare kom andra betydelsefulla kyrkor och även kyrkor utanför Rom att kallas basilika och basilika blev mer och mer en titel för dessa. Många av dessa har kallats basilika sedan urminnes tider (till exempel sedan tusen år tillbaka). Ett exempel är den gamla romanska kyrkan Basilica San Piero a Grado i utkanten av sydvästra Pisa, byggd på 900-talet. Den har kallats basilika ända sedan den byggdes och blev pilgrimskyrka eftersom aposteln Petrus enligt legenden landsteg i närheten.
Men det var inte förrän 1917 som katolsk kanonisk lag officiellt erkände rättsligt denna gamla sed att vissa kyrkor kallades basilika sedan urminnes tider utan att påven först hade beslutat om det. Denna praxis blev då officiellt erkänd. Senare fick fler kyrkor hederstiteln genom beslut av påven, så i slutet av år 2020 hade 1876 kyrkor runt om i världen fått denna hederstitel.
Basilikakyrkor skiljer sig från andra kyrkor, eftersom vissa speciella ceremonier bara kan hållas i dem. Basilikor är antingen större basilikor (basilica maior), av vilka det finns fyra, alla i Roms stift (se patriarkalbasilika), eller mindre basilikor (basilica minor),  av vilka det fanns 1872 kyrkor som kallades över hela världen i slutet av år 2020. I början av 1700-talet uppkom skillnaden mellan större och mindre basilikor. Det tidigaste dokumentet som registrerar användningen av termen basilica maior är nämligen från år 1727.

## Etymologi
Ordet basilika inom arkitektur kan härledas från gammalgrekiskans βασιλικὴ στοά, romaniserat basiliké stoá, som betyder kunglig (pelar)hall, ofta förkortat βασιλικὴ (basiliké). Det senare omnämnda ordet, stoa, var i det antika Grekland en pelarhall med en kolonnad ut mot och vid en marknadsplats (vid  agoran).
Senare lånades ordet in i latin som basilica. I Romerska riket blev byggnadstypen vanlig och utvecklades till den form som definitionsmässigt är vad som är en basilika idag såsom en kyrkobyggnadstyp.
Adjektivformen basilikal har samma definitionsmässiga arkitektoniska betydelse som basilika har inom arkitekturvetenskapen.

## Historia

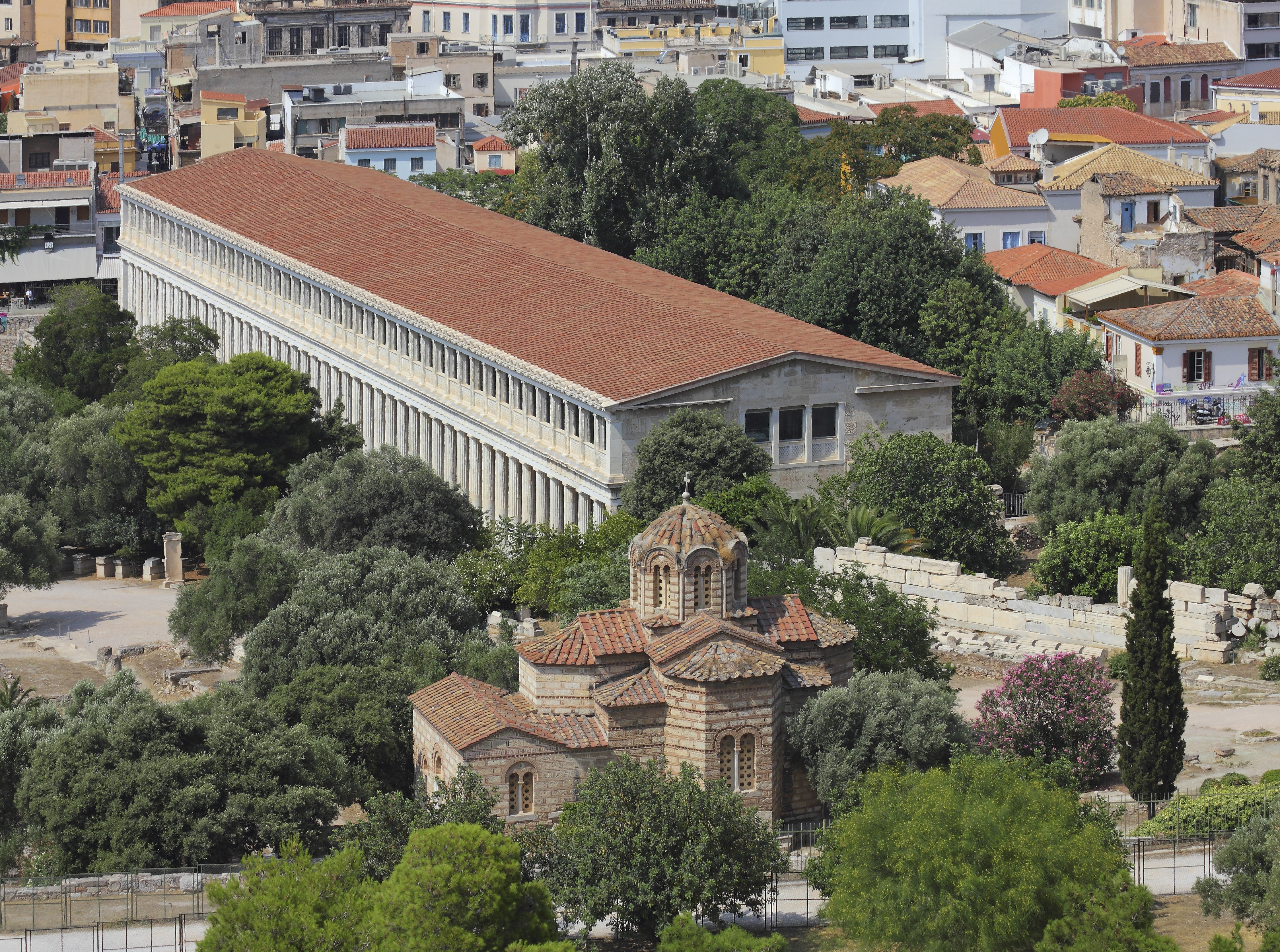
En rekonstruerad stoa i Aten: Attalos stoa. Här sedd från Akropolis.

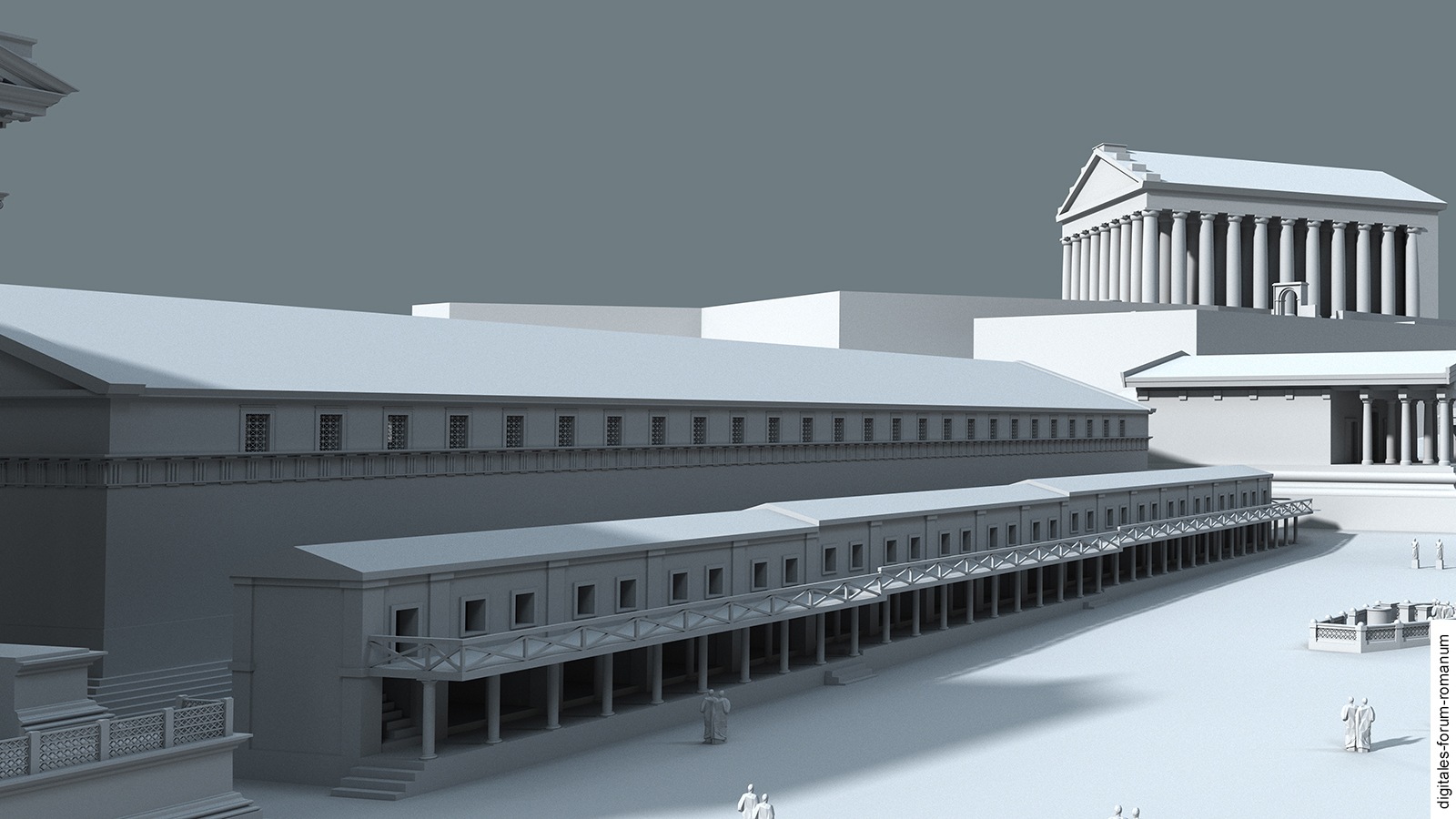
Digital rekonstruktion av Basilica Sempronia som byggdes på 100-talet f.Kr. vid Forum Romanum i Rom. Basilikan syns här till vänster i bild.

### Tidig antik historia
Den grekiska basiliké stoá, den ”kungliga hallen/stoan”, var alltså en pelarhall i Aten, som fungerade som audienssal där framförallt arkonterna hade sitt säte och utövade sin domsrätt i en domstol. Detta gällde särskilt arkont basileios, den kunglige arkonten (härav benämningen kunglig stoa, basiliké stoá).
Efter denna grekiska förebild utvecklades basilikan i Romerska riket och blev beteckning för stora praktbyggnader avsedda för domstols- eller rättsförhandlingar, folkförsamlingar och handel (saluhall). Växlingskontor kunde bland annat finnas i basilikornas bottenvåning, liksom skattekontor och förvaltning i övre våningar (se nedan).
Alltså hölls där sammankomster och möten av juridisk/politisk, kommunal eller ekonomisk natur, vilka i äldre tider hållits under bar himmel på torget utanför (’’forum’’), som byggnaden ofta låg bredvid. Dessutom fanns lokaler för kult inom byggnadskomplexet. I Rom kunde dessutom de många basilikorna specialiseras för att användas för en särskild uppgift av alla dessa funktioner. En stor golvyta och en stor byggnad behövdes för de funktioner basilikan skulle användas till, och den fick gärna också vara monumental i Rom, särskilt vid Forum Romanum. Den innehöll i mitten en enda stor sal eller hall, med flera rum omkring denna. Salen i mitten, ambulatoria/ambulatio, var avsedd för vandring för omkringströvare: ambulatores.
I och med det kan man tro att basilikan som byggnadstyp uppstod i antikens Grekland under hellenismen och sedan övertogs av romarna. Men romarna utvecklade byggnadstypen genom att komplettera den tidigare grekiska pelarhallen, som hade pelargångar av ungefär samma höjd i hela byggnaden. Det gjordes med ett högre mittskepp i mitten mellan sidoskeppen med fönster över dessa. På så vis uppstod byggnadstypen med den definition den har idag i Rom och uppfanns alltså av romarna (spekulationer utifrån gamla textkällor finns dock om att det fanns liknande byggnader i Delfi m.m., men det har inte kunnat påvisas). Den äldsta daterade basilikan är därför Catos basilika, Basilica Porcia, uppförd 185 f.Kr (se nästa stycke). När Romerska riket kom att inkludera landområdena vid östra delen av Medelhavet inklusive Grekland kom den romerska basilikan att byggas även där (basilikan kom tillbaka i en annan form).
Den första basilikan i Rom uppfördes alltså år 185 f.Kr. av Marcus Porcius Cato och kallades Basilica Porchia. Den låg vid Forum Romanum invid Curia Hostilia. Den följdes snart av andra i olika delar av staden: Basilica Fulvia, Basilica Sempronia, Basilica Æmilia, Basilica Iulia och Basilica Ulpia. De utstyrdes med allt större lyx, och dyrbaraste material (till exempel marmor) användes för deras inre och yttre byggnadsdelar.
Förutom sidoskepp längs byggnadens långsidor fanns i den romerska basilikan även kolonnrader och sidoskepp utefter kortväggarna. Över sidoskeppen gick runt mittskeppet ett öppet galleri eller en läktare (emporer, senare även utvecklat till triforiegallerier under medeltiden). Där fanns kontor (till exempel skattekontor och kommunal förvaltning) under romersk tid och var vanligen inte avsett för omkringvandring som i bottenvåningen. I någon av byggnadens huvudaxlar, vanligen mitt framför huvudingången i byggnadens motsätta ända (ena kortsidan), anslöt sig i ytterväggen en halvt välvd, halvcirkelformad nisch, som på latin benämndes: tribuna, absis eller concha med fasta säten för domare (vilket motsvarar en absid i en romansk kristen kyrka, även kallad tribun eller exedra inom arkitektur). Vissa basilikor hade dock tribuner/absider vid båda kortändarna, medan huvudingången var på ena långsidan (till exempel Basillica Ulpia i Rom).

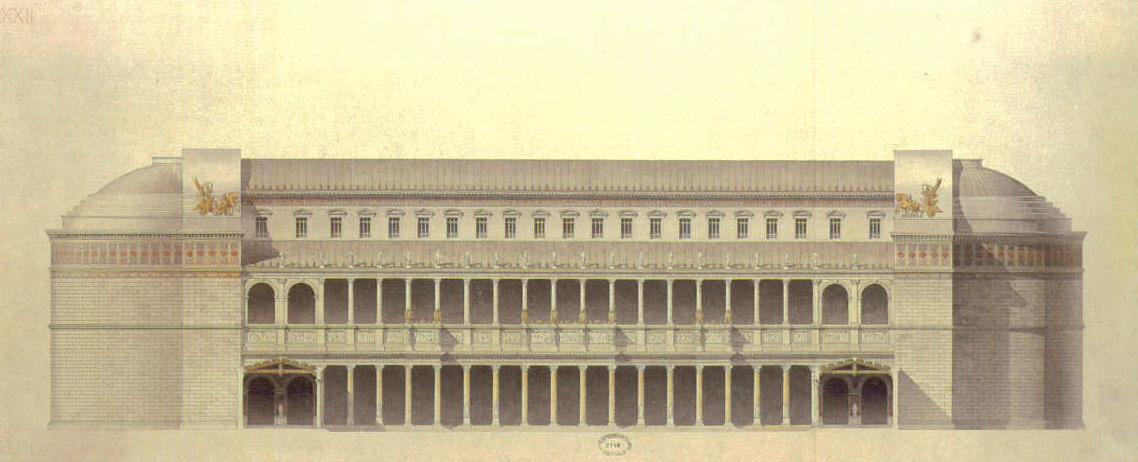
En rekonstruktion från 1800-talet av Basilica Ulpia, vid Trajanus forum i Rom. Basilikan byggdes på 100-talet e.Kr. med fyra sidoskepp i två nivåer och hade absider på båda kortsidorna. Absiden kallades även tribun.

Basilica Ulpia ingick såsom ett led i den storartade reglering av området emellan Mons Capitolinus och Mons Quirinalis, som kejsar Trajanus lät utföra. Framför basilikan ordnades ett stort av kolonnader omgivet torg, och bakom densamma restes på en gård emellan två biblioteksbyggnader Trajanuskolonnen, som står kvar än idag. Anläggningen avslutades med ett tempel.

#### Detaljbeskrivning av de tidiga basilikorna och senare utveckling
Catos basilika Basilica Porchia hade en rätblocksformad sal i mitten med två smalare sidoskepp. Mittsalen hade på alla sidor två våningar höga pelare, som motsvarade och inte var högre än sidogångarna i två våningar i sidoskeppen (läktare). Pelarna bar upp övermuren med fönstren över sidogångarna. På motsatt sida mot huvudingången fanns en exedra eller en absidnisch. Framför byggnadens fasad mot forum fanns portik (en pelarburen förhall).
Sidoskeppen hade ibland platta tak och var alltså byggda som terrasser. De kunde därför bli en utsiktsplattform eller läktare över Forum Romanum etc. Det gäller till exempel hur Basilica Aemilia utformades under en specifik byggnadspeiod. Senare basilikabyggnader behöll den stora mittsalen inne i byggnaden, men fick alltmer fler tillbyggnader och tillägg, såsom till exempel dubbla pelarkader på utsidan (Basilica Iulia). Huvudingången kunde läggas på långsidan och absiden kunde falla bort, vilket också var fallet med Vitruvius basilika och hos en basilika i Pompeji.
Eftersom partimötena, för politikernas skyddslingar i politikernas privata hus, krävde omfattande utrymme, började romarna senare bygga pelarbasilikor i privata villor. De hade i huvudsak den mer ålderdomliga Basilica Porcia som förebild från den romerska republikens tid med en äldre utformning. Den mer offentliga basilikan omformades och utvecklades mer på ett annat sätt.

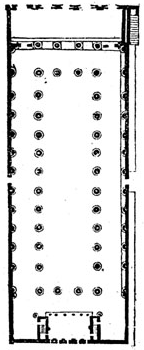
Plan över en basilika i Pompeji.

Basilikor byggdes i städer i hela romarriket. I Pompeji, till exempel, står tre basilikor av måttlig storlek sida vid sida på en av forumets smala sidor. Medan övriga italienska städer som Alba Fucens och Cosa vanligtvis bara hade en basilika vid forumet, har Rom och Forum Romanum haft ett stort antal sådana basilikabyggnader. Det verkar tyda på att varje enskild basilika kan ha haft en mer specifik funktion i Rom, vilket i sin tur kan ha återspeglats i basilikans konkreta arkitektoniska utformning.
Basilica Porcia verkar exempelvis ha fungerat som officiell bostad för folkets tribuner (latin: tribuni plebis) enligt Vitruvius. Följaktligen hade denna basilika den upphöjda plattform (tribunal) eller absid som beskrivs här ovan. Den var avsedd för de två tribunerna, som därifrån kunde leda möten och hålla dialog med dem som sökte deras hjälp. Vitruvius beskriver även en basilika i Fano (i italienska provinsen Marche) byggd av honom själv.

### Senare antik historia
Då valv- och betongbyggnadskonsten under senare delen av kejsartiden nådde sin fulländning, vågade man täcka de stora golvytorna med jättelika valv, istället för som tidigare med en takstol av trä. Det utmärks särskilt hos Maxentiusbasilikan (Maxentius och Konstantins basilika), som är den största och sista romerska basilikan. Genom sin storlek och valvbyggnadskonst är denna byggnad ett mästerverk inom romersk arkitektur, eftersom golvytan som täcktes hade nästan samma yta som borggården i Stockholms slott (något smalare, inte lika kvadratisk), samtidigt som mittskeppet var 25 meter brett och 37 meter högt. Genom att använda endast fyra fristående stöd (pelare) inuti hallen, täcktes mittskeppet av tre kryssvalv och sidoskeppen med tre tunnvalv var, vilka gick utåt mot långsidorna från mittskeppet. Det är ett av dessa sidoskepp med tre tunnvalv som nu står kvar som ruin vid Forum Romanum och som fortfarande är den största byggnaden på platsen. Maxentiusbasilikan hör dock till kategorin basilika med viss tvekan, då den är ett övergångsfall till salkyrka med avdelade sidokapell, eftersom sidoskeppen delvis var avskilda från mittskeppet och mellan respektive tunnvalv.
När Maxentiusbasilikan färdigställdes under Konstantin den store verkar byggnaden ha omgestaltats genom att få sin ingång i öster och få ytterligare en absid i norr på basilikans långsida. Tidigare hade det byggts en absid på basilikans västra kortsida, där Konstantins kolossalstaty placerades vid färdigställandet. Om egenheten att ingången i basilikan (en kyrka) placerades i väster, jämför med uppgifter nedan under rubriken Egenheter hos fornkristna basilikor. 
Konstantinbasilikan från romersk tid i Trier västra Tyskland (ungefär samtida med ovanstående), kallas dessutom sedan gammalt basilika trots att den inte har några sidoskepp alls (den är alltså inte en basilika i arkitektonisk mening). Dess långsträckta hall användes som audienshall för romerska kejsare när de residerade i staden på 300-talet. Konstantinbasilikan restaurerades 1846 och 1956 och är idag en protestantisk kyrka. Den är 69 m lång, 31 m bred och 30,5 m hög och avslutas i norr av en absid och upplyses av en dubbel rad fönster.

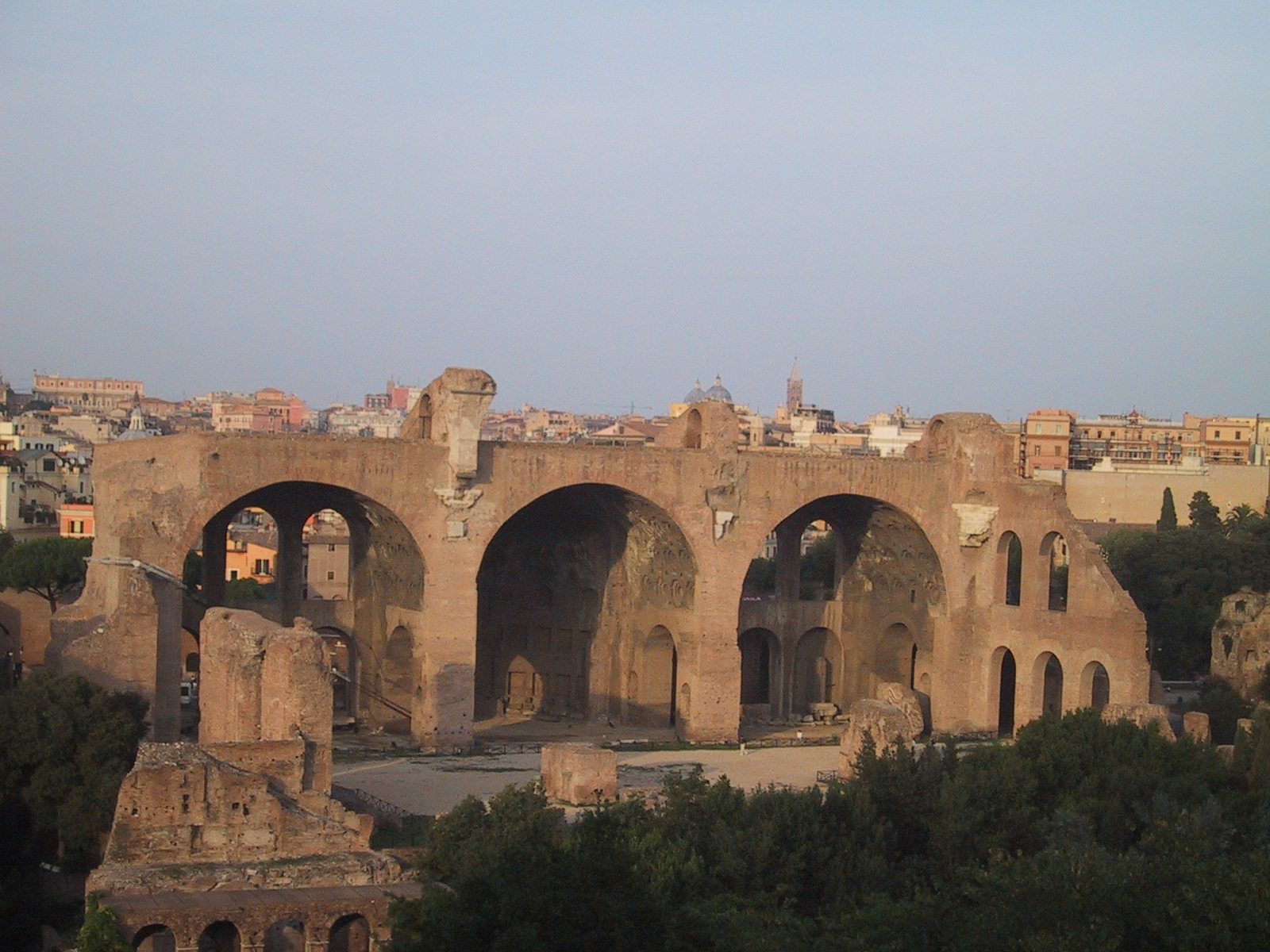
Maxentiusbasilikan (eller Konstantins basilika) i Rom. Här är ett av sidoskeppen bevarat med tre väldiga tunnvalv ut mot basilikans långsidor.
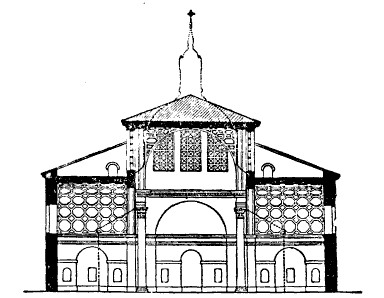
Sektionsplan (eller genomskärning) av Maxentiusbasilikan innan den blev en ruin. Här syns tunnvalven i sidoskeppen från sidan. De streckade linjerna visar som jämförelse höjd och bredd på Hedvig Eleonora kyrka på Östermalm i Stockholm.
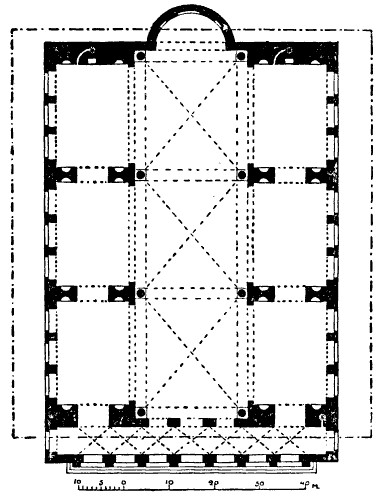
Plan över Maxentiusbasilikan. Den streckade linjen visar hur stor borggården på Stockholms slott är i förhållande till basilikan.
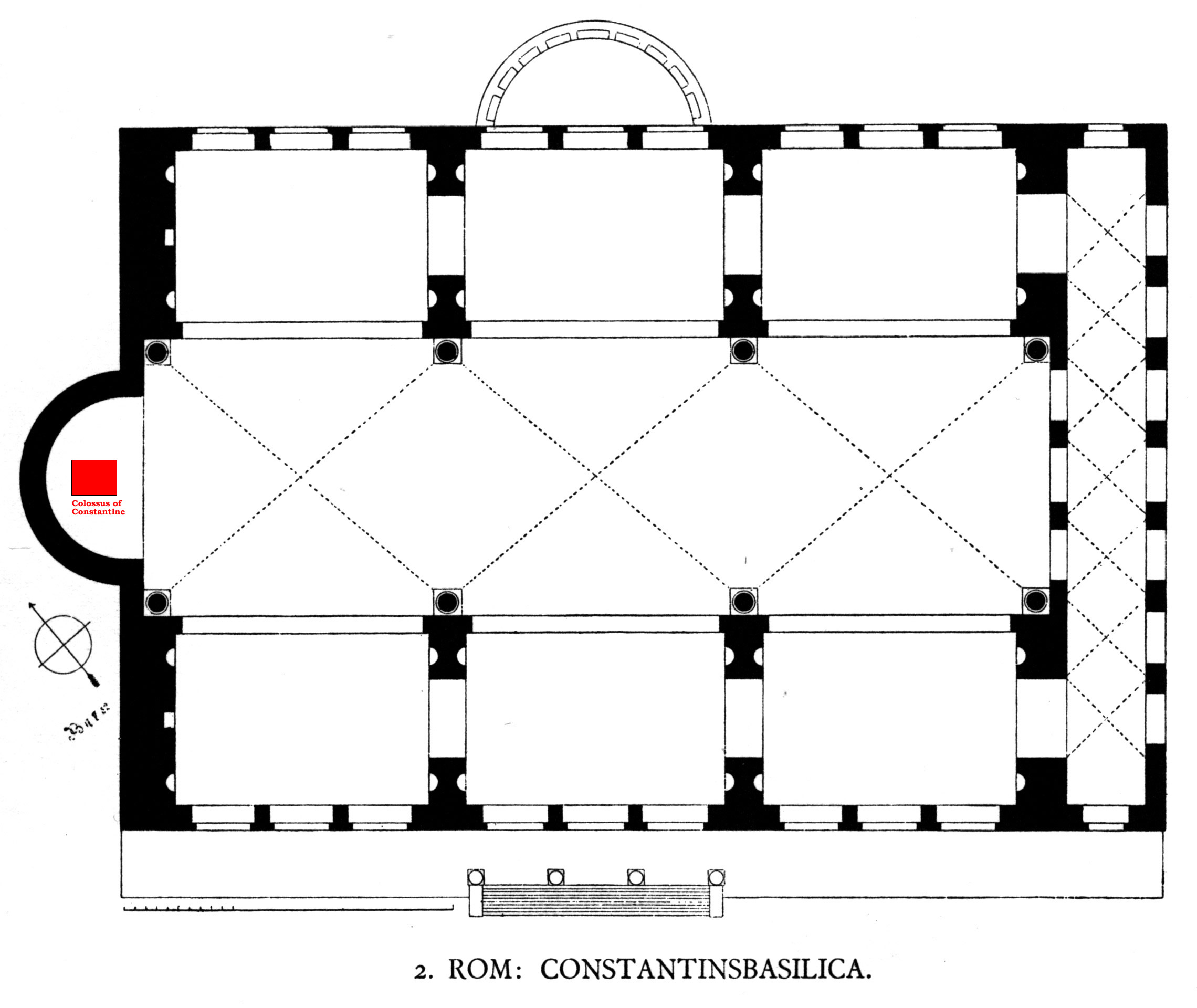
En annan plan över Maxentiusbasilikan. Här syns läget för en senare uppbyggd absid på basilikans långsida eller norrsida när byggnaden färdigställdes på uppdrag av Konstantin den store. Här syns också  läget för Konstantins kolossalstaty i basilikans västra absid (röd fyrkant).
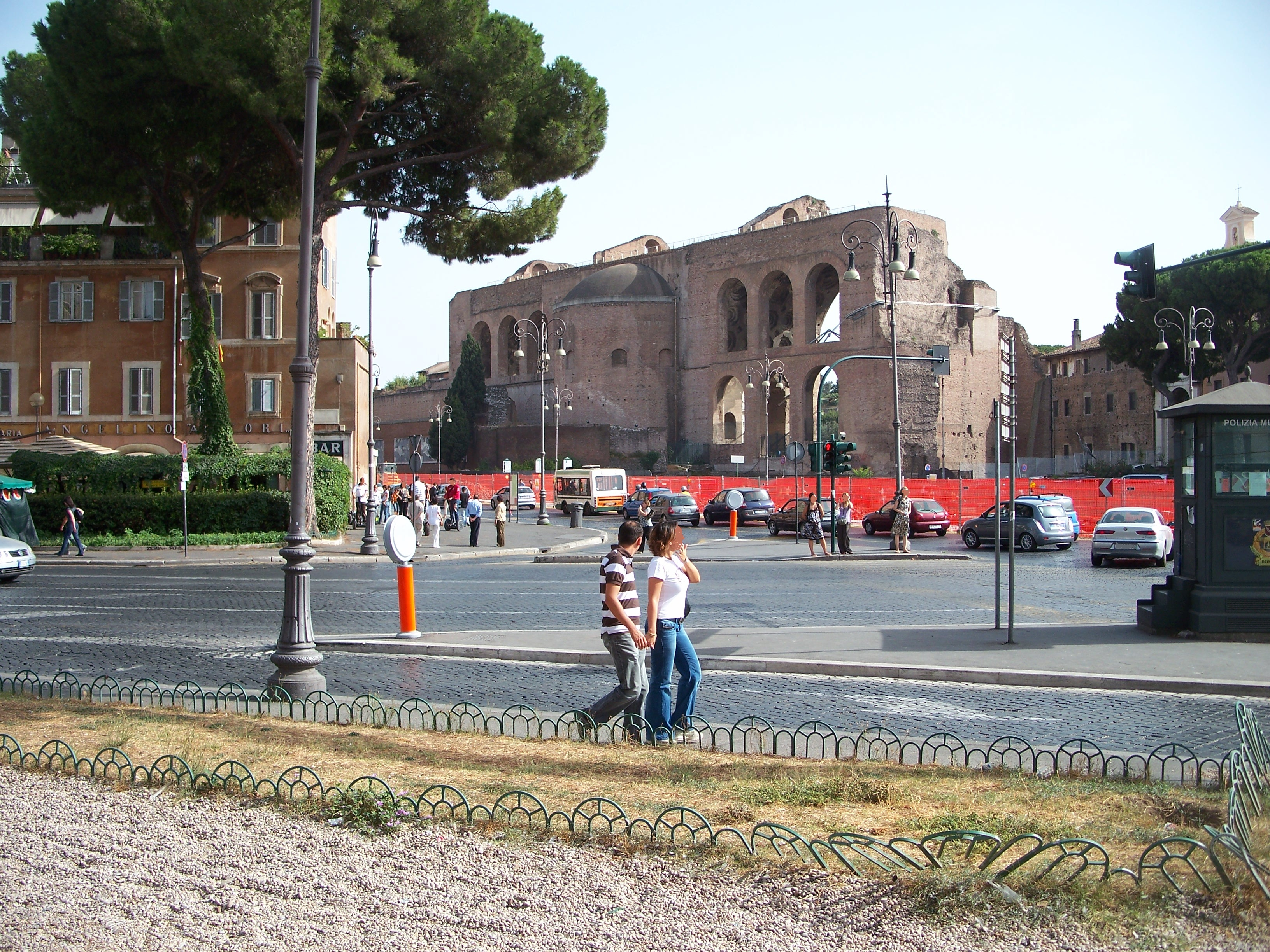
Här syns Maxentiusbasilikans sidoskepp från norr med den bevarade norra absiden.
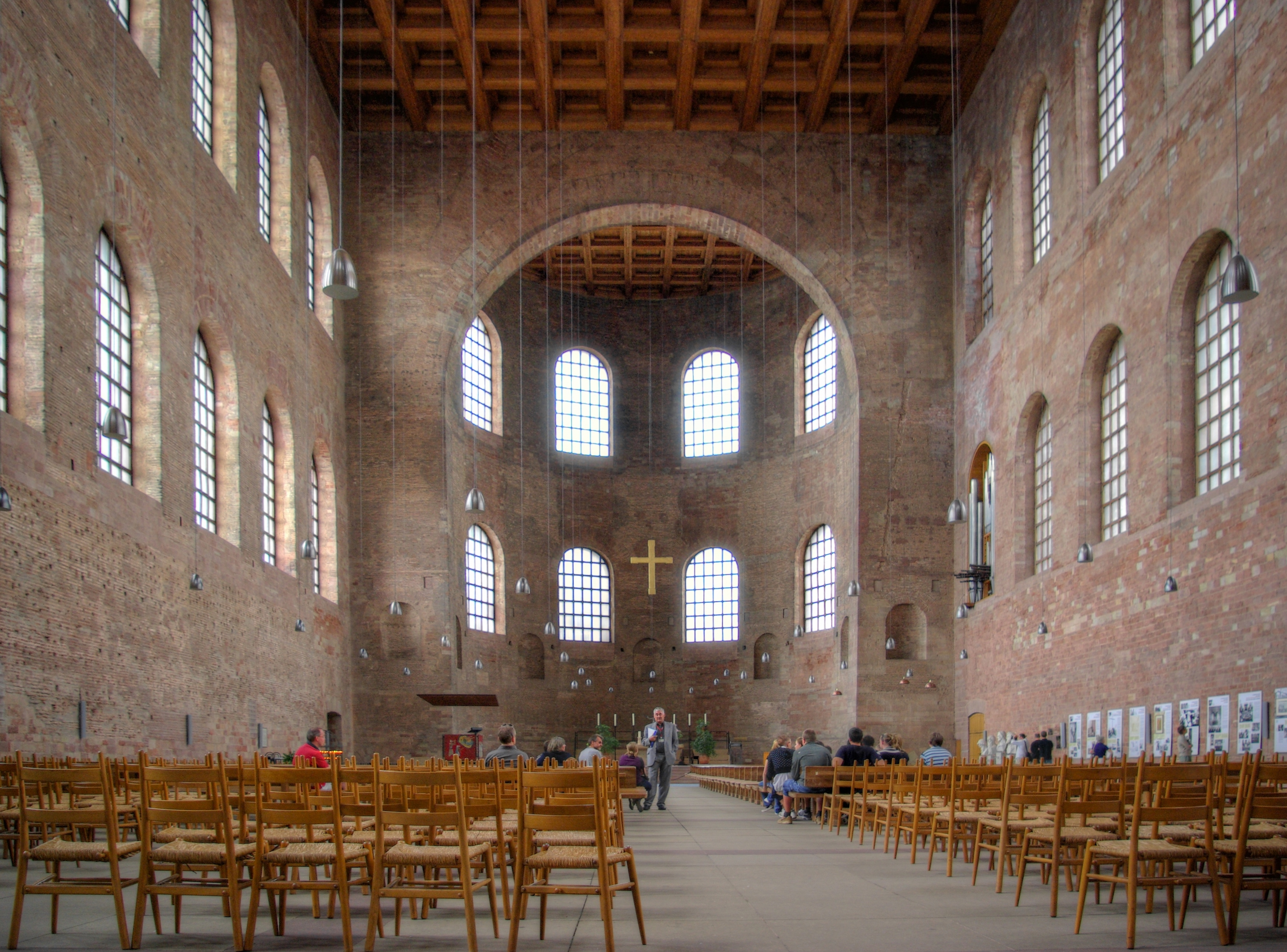
Konstantinbasilikan i Trier från 300-talet byggdes som kejsarens audienssal, men har inga sidoskepp och är tekniskt alltså inte en basilika. Fönstren i absiden är avsiktligt mindre för att ge en illusion av att absiden är större (en perspektivillusion eller forcerat perspektiv).
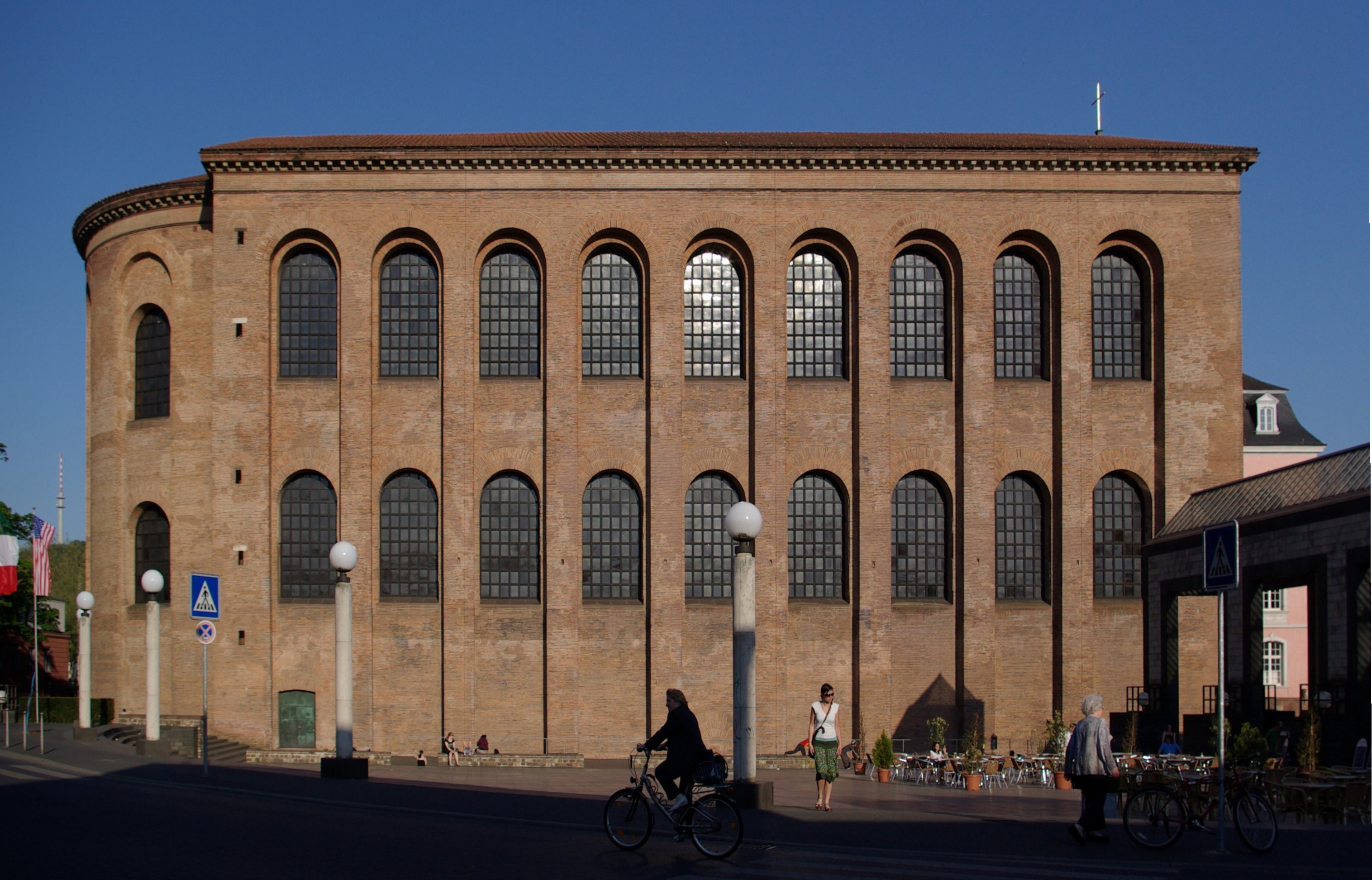
Konstantinbasilikan i Trier från utsidan. Här syns att fönstren i absiden är mindre i förhållande till långsidans fönster. Jämför med en:Forced perspective#In architecture på engelska Wikipedia. Den används idag som protestantisk kyrka i staden.

### Den kristna basilikan eller korsbasilikan
I och med Romerska rikets kristnande och etableringen av fornkyrkan som statsreligion överfördes begreppet basilika snart på kyrkobyggnader. Byggnadstypen med rötter i Romerska rikets byggnadskonst blev därför viktig inom europeisk byggnadskonst. Undan för undan förändrades den romerska basilikan genom århundradena när den blev en kristen kyrkobyggnadstyp.
När främst stora kyrkor byggdes hade de nämligen antikens basilikabyggnader som förebild. Av olika skäl kom varken det antika hedniska templets eller den judiska synagogans planformer eller namn alltså att användas som förebild för de första kristna församlingarna för deras gudstjänster. Den främsta anledningen var nog att de nya församlingsbyggnaderna i framförallt Rom var avsedda att samla betydande människoskaror för sina sammankomster. Precis som tidigare skulle dessa stora möten ske under ett och samma tak. Därför fick dessa byggnader en likartad planläggning som de tidigare antika basilikorna med trätak, eftersom det var enklast och billigast för det ändamålet.

#### Kyrkan installerade sig inte i gamla basilikor utan byggde nya
Man har ibland antagit att den första kristna församlingen i Rom installerade sig i de tidigare världsliga basilikabyggnaderna för sina gudstjänster. Detta är dock inte särskilt troligt, eftersom de före kejsar Konstantin den stores tid knappast stod till buds att ta över (innan kristendomen blev statsreligion). Efter år 323, då Konstantin förklarade kristendomen som statsreligion, fanns endast nyuppförda basilikor, där det kunde finnas något minne kvar från kyrkans första århundraden (reliker etc.).
Konstantin anlade själv Petersbasilikan (Peterskyrkan) och Johannesbasilikan (Lateranbasilikan eller Laterankyrkan). Paulusbasilikan utanför murarna började uppföras år 386 under kejsar Theodosius I. Den gamla Peterskyrkan revs på 1400-talet för att lämna plats för den nuvarande Peterskyrkan, Lateranbasilikan är dessutom förändrad till oigenkännlighet. Paulusbasilikan brann ner 1823, men har sedan dess återuppförts med stora kostnader i sin ursprungliga form och prakt.

#### Beskrivning av korsbasilikan

Plan över en korsbasilika

Den kristna basilikan består av ett långhus, delat genom kolonnrader i tre eller fem skepp. Ofta har den även ett eller flera tvärskepp och kallas därför ibland korsbasilka, se efterföljande stycken. Av samma anledning och på samma sätt som i den antika basilikan var mittskeppet bredare och högre än sidoskeppen och fick ljus genom fönster över sidoskeppens tak.
Huvudingångarna var förlagda i långhusets ena kortsida, på västfasaden, och på den andra kortsidan avslutades byggnaden med en halvcirkelformig nisch (altartribunen, absis, absid) ibland av samma bredd som mittskeppet och ibland smalare (och alltid flankerande sidoskeppsväggar på ömse sidor). Absiden var halvt välvd med en halvkupol, ibland sirad med mosaiker.
Emellan absiden och långhuset byggdes i romerska och romanska basilikor ofta ett tvärskepp (transept), vinkelrätt mot långhusets mittaxel vid absiden i kyrkans kor, som alltså utvidgades åt sidorna. Senare i senromanska och gotiska basilikor byggdes tvärskeppet framför en större basilikal koravdelning i kyrkans östra del (ibland med koromgång), med högkoret i mittskeppet. Genom tvärskeppet fick byggnadens plan formen av ett kors uppifrån, varav benämningen korsbasilika. Tvärskeppet hade samma höjd och ibland samma bredd som långhusets mittskepp. Tvärskeppet kunde ibland få en egen basilikal utformning med egna sidoskepp, främst i gotiska kyrkor. Hos den romanska klosterkyrkan i Cluny fanns dessutom flera tvärskepp som inte var direkt framför högkoret, liksom hos de långsträckta katedralerna i England, vilka också ofta har flera tvärskepp, till exempel katedralen i Canterbury.
En korsbasilika är på grund av tvärskeppet en form av korskyrka, men en korsbasilika är nästan aldrig utformad som en centralkyrka utformad som ett grekiskt kors (om det inte skedde på grund av att långhuset inte färdigbyggdes av ekonomiska skäl etc.). I korsningen mellan tvärskepp och långhus befinner sig kyrkans korsmitt. Det var ursprungligen inte tänkt bara som symboliskt, men syftade till att skapa ett större utrymme bredvid koret och högaltaret under liturgin. Ur byggnadsestetisk synvinkel, var skapandet av tvärskeppet något som fick en betydelsefull verkan i byggnadens inre, eftersom byggnaden förlängdes åt sidorna innan den avslutades i altarnischen i absiden, vilket också betonar högaltarets och altarets betydelse inne i kyrkan.
I romanska basilikor finns mellan tvärskeppet (koret) och långhusets mittskepp en mäktig, av kolonner buren valvbåge, triumfbågen eller korbågen. En bit framför absiden i tvärskeppet eller i mittskeppet (om tvärskepp (om tvärskepp saknades) var altaret uppställt mitt på golvet och helst över någon martyrs grav (confessio) eller över någon annan helgad plats utan grav. Härigenom utvecklade sig så småningom alltmer att en krypta (en sorts underkyrka i källaren under koret) kom att byggas under altarplatsen (sanctuarium) i medeltidens kyrkor. Dessutom uppkom den katolska riten att förvara en relik i varje altare. Över altaret bars på fyra kolonner ett baldakinartat tak (ciborium). I absiden fanns väggfasta bänkar för prästerna, med ett högsäte (cathedra) för biskopen. Närmast dessa samlades på ömse sidor om altaret i tvärskeppet de äldsta och förnämligare, medan den övriga mot öster vända församlingen befann sig i långhuset, med männen till höger och kvinnorna till vänster i samma riktning.

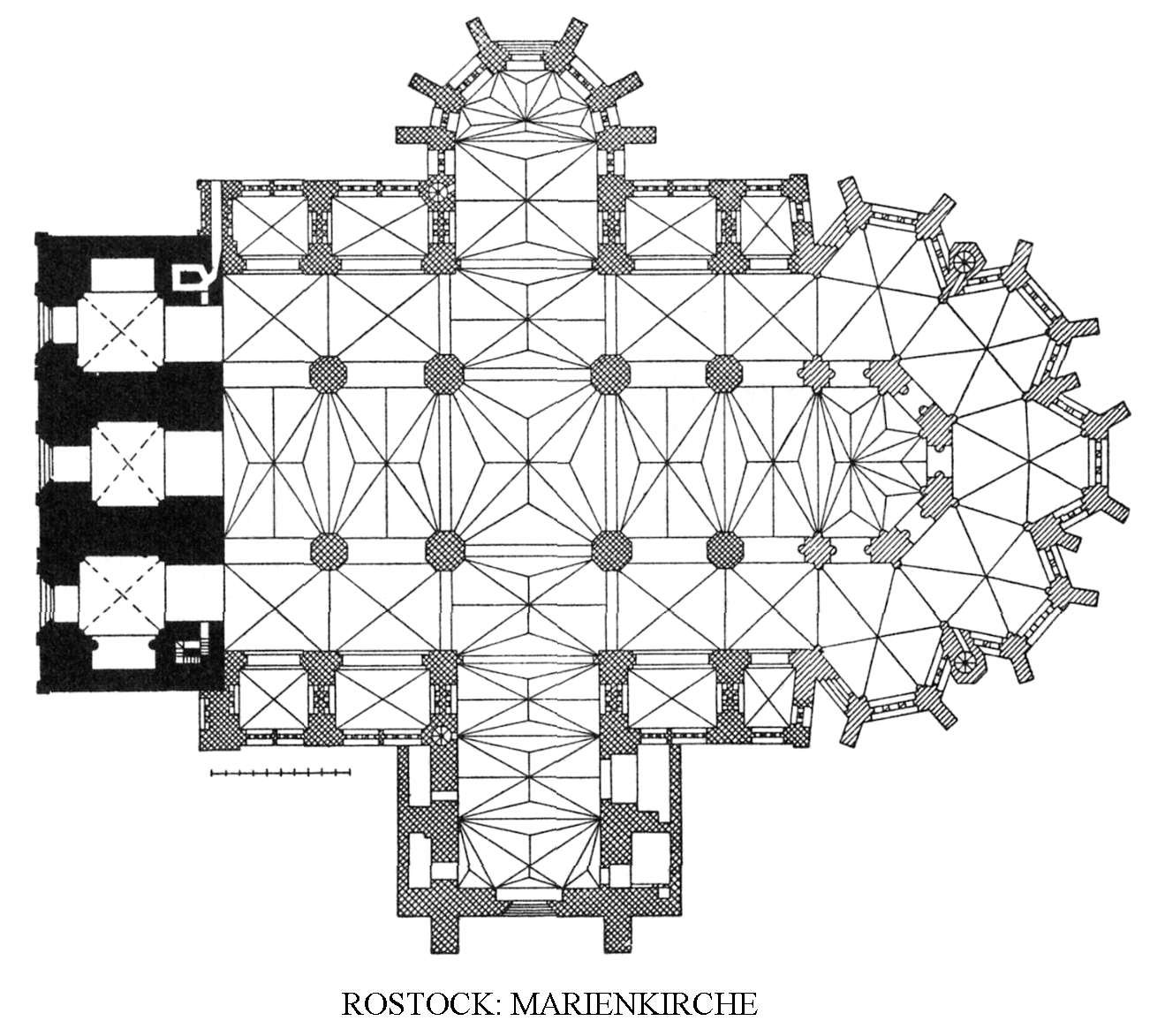
Plan över Marienkirche, i Rostock i Nordtyskland. Här syns ovanligt nog att kyrkan nästan är utformad som ett grekiskt kors, eftersom långhuset här är ovanligt kort med tornbyggnaden i väster ganska nära kyrkans korsmitt. Ett exempel på ett undantag från den mer vanliga utformningen av korsbasilikor.
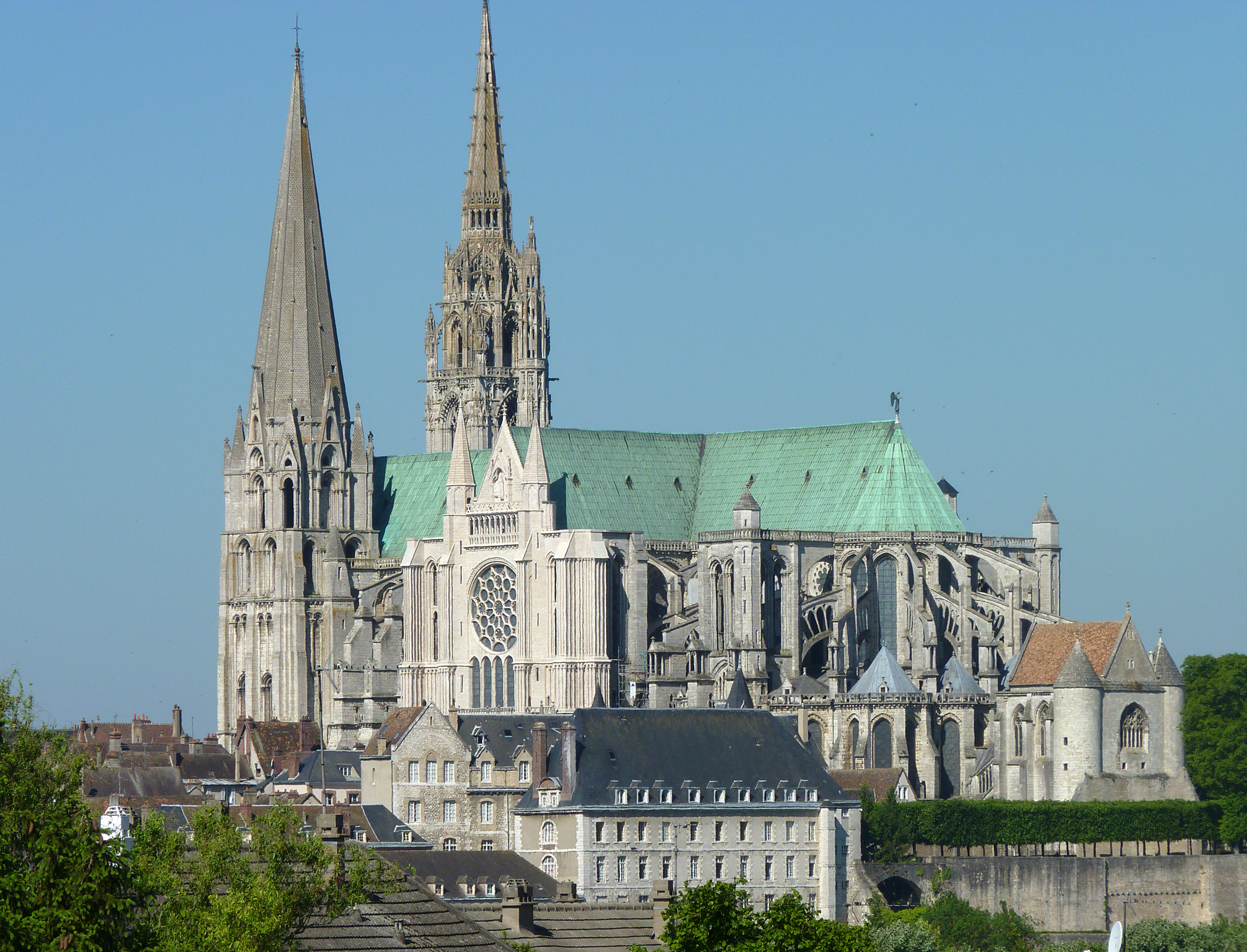
En mer typisk korsbasilika är katedralen i Chartres i Frankrike som har ett längre långhus. Här är både kyrkans kordel och tvärskepp basilikalt utformade med egna sidoskepp. Koret har dessutom en koromgång.
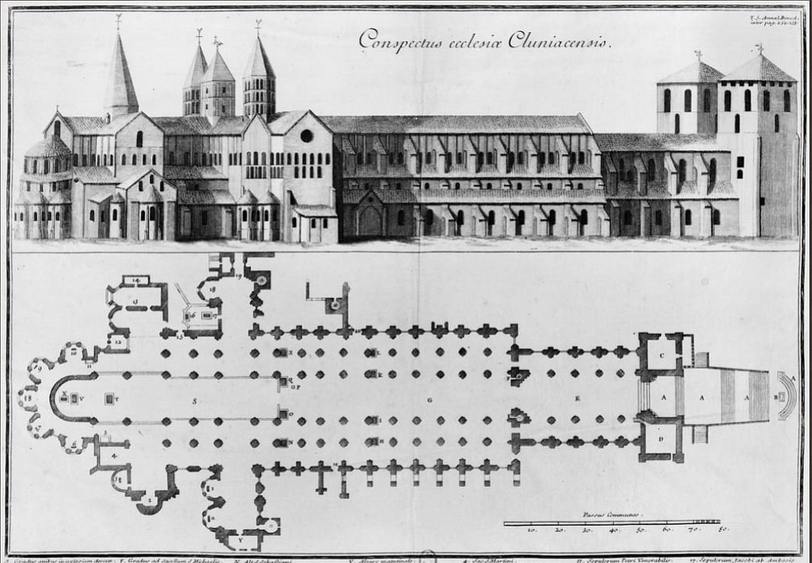
Klosterkyrkan i Cluny hade två tvärskepp och hade både femskeppiga och treskeppiga delar i långhuset.
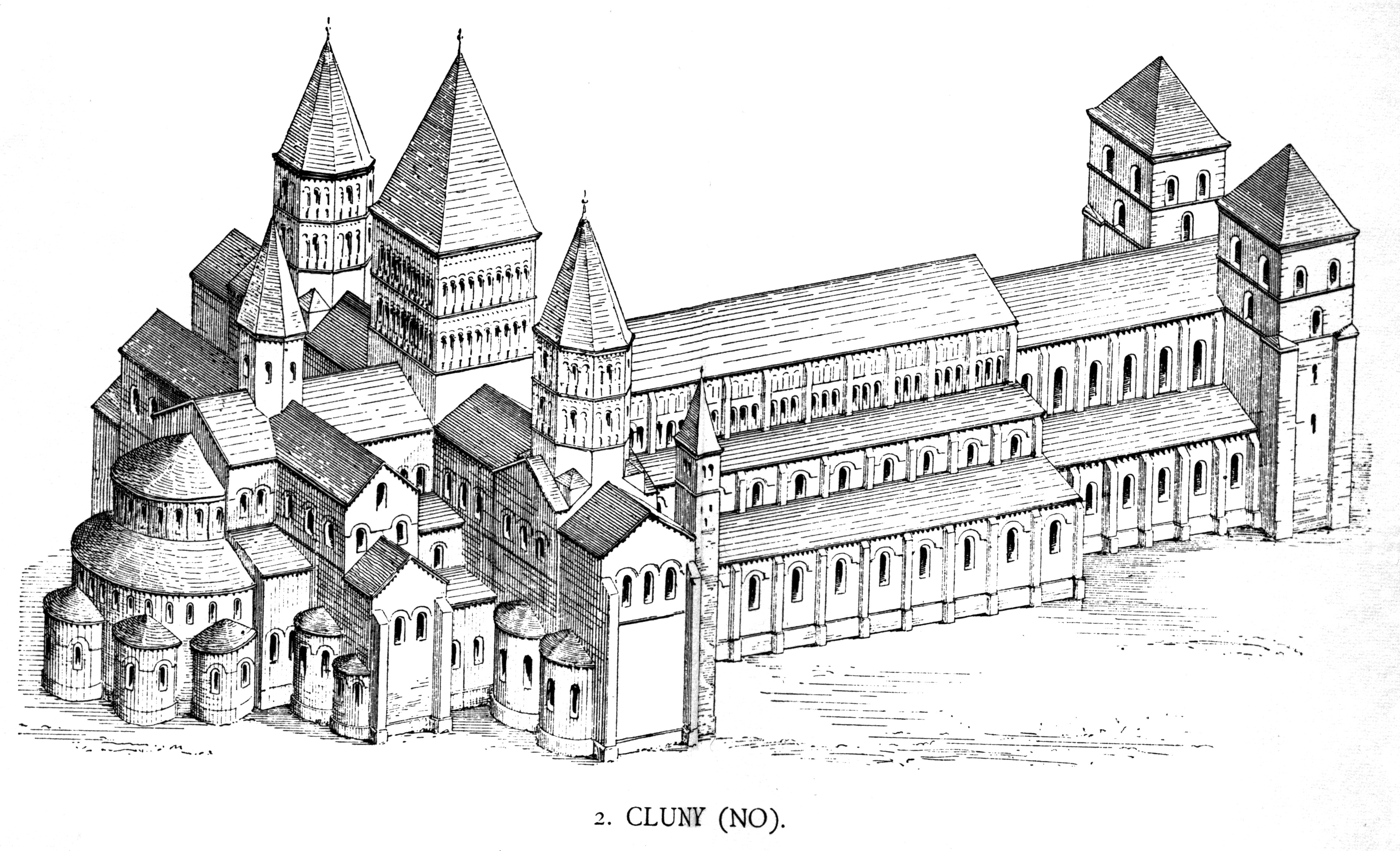
En annan teckning av klosterkyrkan i Cluny snett uppifrån.
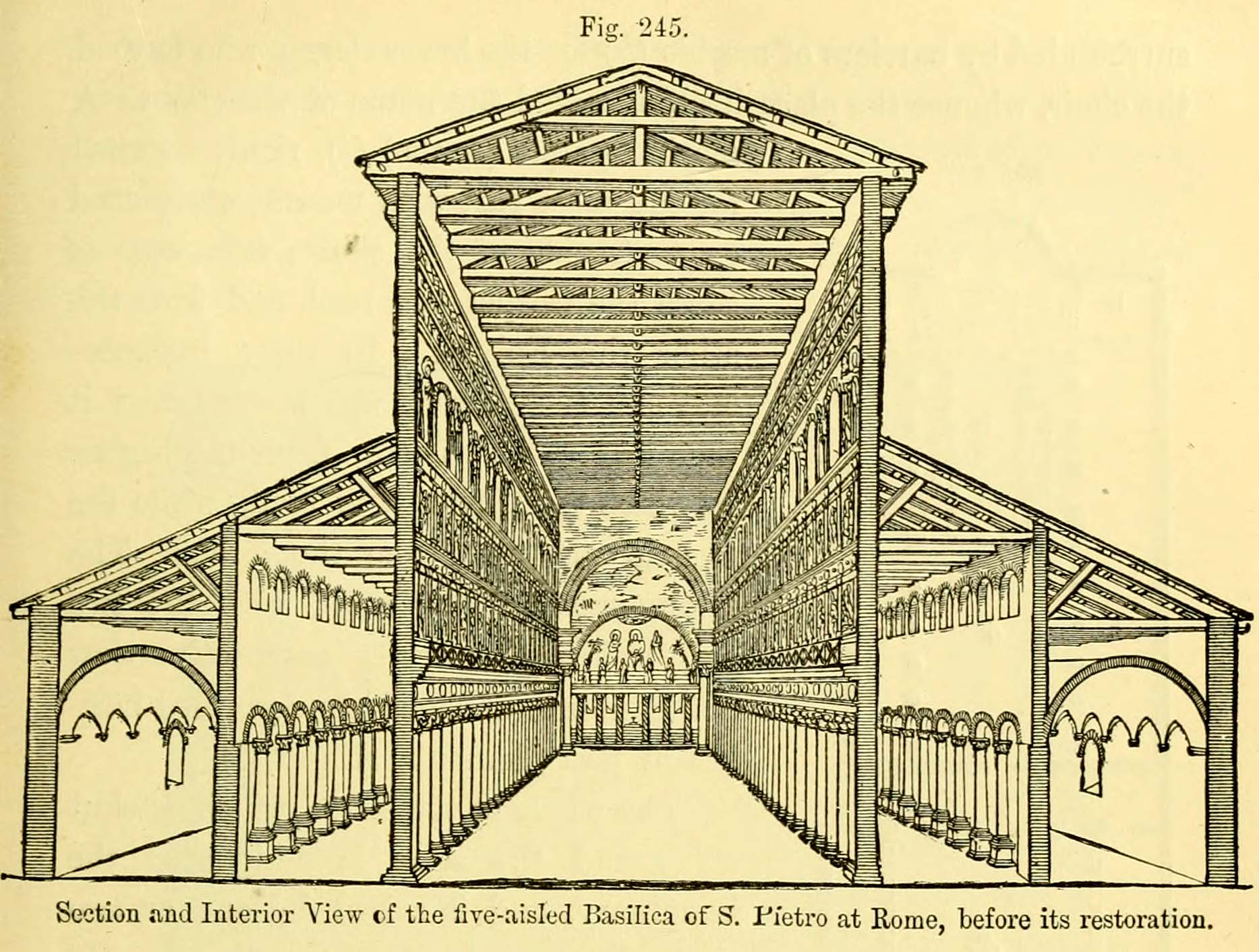
Sektionsritning (genomskärning) av den gamla femskeppiga Peterskyrkan.
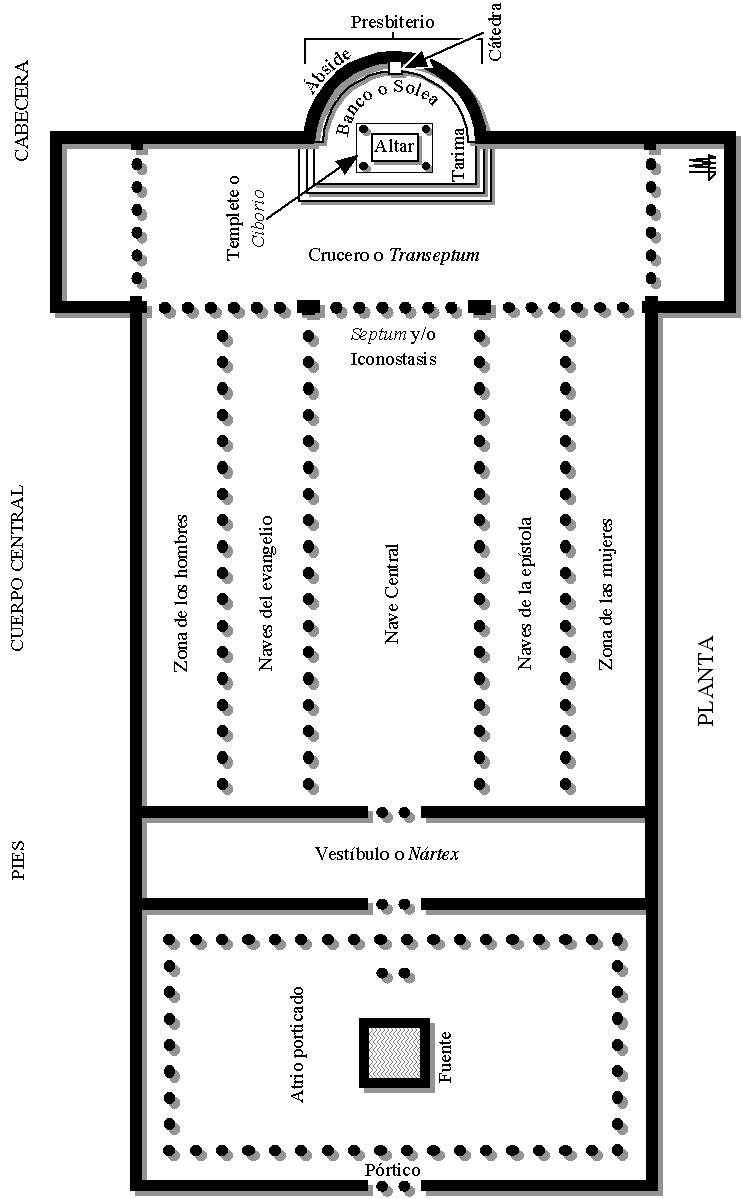
Plan över den gamla femskeppiga Peterskyrkan. Tvärskeppet var en del av koret som markerades av sin halvrunda absid. Vid ingången fanns även en förgård, ett atrium, med en vattenbassäng i mitten.

Ända in i medeltiden täcktes basilikorna ofta av trätak istället för valv och behövde då inte ha strävpelare på murarna utanför kyrkan. Det gäller särskilt kyrkor och katedraler i romansk stil. Ofta byggdes istället valv under senmedeltiden, t.ex. i Lunds domkyrka som då också fick strävpelare (som togs bort av Helgo Zettervall på 1800-talet). Det gäller till exempel för långhusen i katedralerna i Rochester, Ely, Peterborough och i Saint David’s.

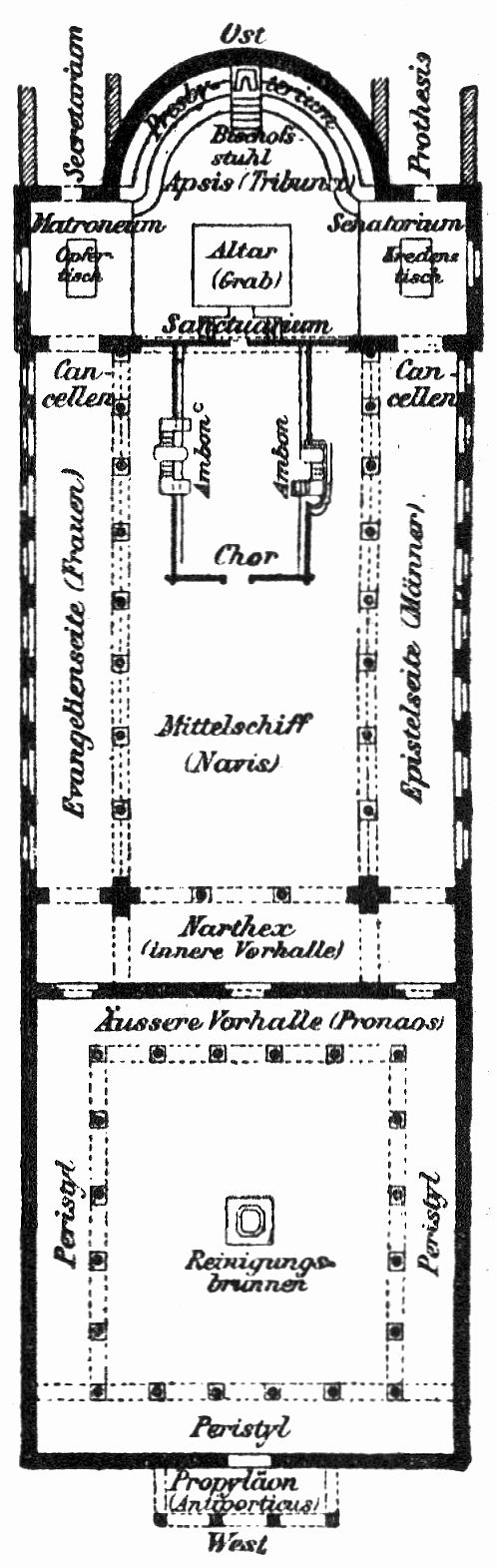
En typisk fornkristen basilika med atrium framför långhuset

#### Egenheter hos fornkristna basilikor
De första kristna kyrkorna var anlagda med ingångarna mot öster till skillnad från senare, såsom i allmänhet de hedniska templen. Under offergudstjänsten i dem stod prästen bakom altaret i förhållande till menigheten, så var det också i den första kristna kyrkan att prästen hade altaret mellan sig och församlingen; han vände sig alltså samtidigt mot altaret, mot öster och mot församlingen.
Först under 400-talet blev det regel att vända kyrkorna med ingången mot väster och absiden mot öster. Den tjänstgörande prästen måste då, för att fortfarande vända sig mot öster, träda fram till altaret från samma sida som församlingen och vända denna ryggen. Männens och kvinnornas platser blev då ombytta. Ifrån ingången räknat hade männen ursprungligen intagit sina platser till vänster, kvinnorna till höger; nu blev kvinnornas plats till vänster (norr) och männens till höger (söder).
Till anläggningen hörde en öppen portik (narthex), som sträckte sig utefter hela byggnadens kortsida framför ingångarna till långhuset. Den utgjorde ofta fjärde sidan i en framför basilikan anlagd, av portiker omgiven, rektangulär förgård (atrium, paradisus). I dess mitt stod ett brunnskar eller en bassäng, där man tvådde sina händer före inträdet i kyrkan. Denna sed om än i annan form, lever kvar bland katolikerna, vilka vid inträdet i kyrkan doppar ett finger i en vigvattenskål. Katekumener och botgörare måste under en del av gudstjänsten uppehålla sig i narthex och atrium.